# الطواف النسائي للاتحاد الدولي لكرة المضرب – 2013 (أبريل–يونيو)
الطواف النسائي للاتحاد الدولي لكرة المضرب هي نسخة عام 2013 من الجولة الثانية في لعبة كرة المضرب للمحترفات. تنظمها الاتحاد الدولي لكرة المضرب وهي درجة أقل من جولة رابطة محترفات التنس. يتضمن الطواف العالمي لكرة المضرب النسائية برعاية الاتحاد الدولي لكرة المضرب بطولات بجوائز مالية تتراوح من $15،000 إلى $100،000.

## المواسم
| مواسم الطواف العالمي لكرة المضرب النسائية برعاية الاتحاد الدولي لكرة المضرب | مواسم الطواف العالمي لكرة المضرب النسائية برعاية الاتحاد الدولي لكرة المضرب | مواسم الطواف العالمي لكرة المضرب النسائية برعاية الاتحاد الدولي لكرة المضرب | مواسم الطواف العالمي لكرة المضرب النسائية برعاية الاتحاد الدولي لكرة المضرب | مواسم الطواف العالمي لكرة المضرب النسائية برعاية الاتحاد الدولي لكرة المضرب | مواسم الطواف العالمي لكرة المضرب النسائية برعاية الاتحاد الدولي لكرة المضرب | مواسم الطواف العالمي لكرة المضرب النسائية برعاية الاتحاد الدولي لكرة المضرب | مواسم الطواف العالمي لكرة المضرب النسائية برعاية الاتحاد الدولي لكرة المضرب | مواسم الطواف العالمي لكرة المضرب النسائية برعاية الاتحاد الدولي لكرة المضرب | مواسم الطواف العالمي لكرة المضرب النسائية برعاية الاتحاد الدولي لكرة المضرب |
| تسعينيات القرن العشرين                                                      | تسعينيات القرن العشرين                                                      | تسعينيات القرن العشرين                                                      | تسعينيات القرن العشرين                                                      | تسعينيات القرن العشرين                                                      | تسعينيات القرن العشرين                                                      | تسعينيات القرن العشرين                                                      | تسعينيات القرن العشرين                                                      | تسعينيات القرن العشرين                                                      | تسعينيات القرن العشرين                                                      |
| --------------------------------------------------------------------------- | --------------------------------------------------------------------------- | --------------------------------------------------------------------------- | --------------------------------------------------------------------------- | --------------------------------------------------------------------------- | --------------------------------------------------------------------------- | --------------------------------------------------------------------------- | --------------------------------------------------------------------------- | --------------------------------------------------------------------------- | --------------------------------------------------------------------------- |
| 1994                                                                        | 1995                                                                        | 1995                                                                        | 1996                                                                        | 1997                                                                        | 1998                                                                        | 1999                                                                        |                                                                             |                                                                             |                                                                             |
| العقد الأول من القرن 21                                                     |                                                                             |                                                                             |                                                                             |                                                                             |                                                                             |                                                                             |                                                                             |                                                                             |                                                                             |
| 2000                                                                        | 2001                                                                        | 2002                                                                        | 2003                                                                        | 2004                                                                        | 2005                                                                        | 2006                                                                        | 2007                                                                        | 2008 الربع الأول · الربع الثاني · الربع الثالث                              | 2009                                                                        |
| العقد الثاني من القرن 21                                                    |                                                                             |                                                                             |                                                                             |                                                                             |                                                                             |                                                                             |                                                                             |                                                                             |                                                                             |
| 2010 الربع الأول · الربع الثاني · الربع الثالث · الربع الرابع               | 2011 الربع الأول · الربع الثاني · الربع الثالث · الربع الرابع               | 2012 الربع الأول · الربع الثاني · الربع الثالث · الربع الرابع               | 2013 الربع الأول · الربع الثاني · الربع الثالث · الربع الرابع               | 2014 الربع الأول · الربع الثاني · الربع الثالث · الربع الرابع               | 2015 الربع الأول · الربع الثاني · الربع الثالث · الربع الرابع               | 2016 الربع الأول · الربع الثاني · الربع الثالث · الربع الرابع               | 2017 الربع الأول · الربع الثاني · الربع الثالث · الربع الرابع               | 2018 الربع الأول · الربع الثاني · الربع الثالث · الربع الرابع               | 2019 الربع الأول · الربع الثاني · الربع الثالث · الربع الرابع               |
| العقد الثالث من القرن 21                                                    |                                                                             |                                                                             |                                                                             |                                                                             |                                                                             |                                                                             |                                                                             |                                                                             |                                                                             |
| 2020 الربع الأول · الربع الثاني · الربع الثالث · الربع الرابع               | 2021 الربع الأول · الربع الثاني · الربع الثالث · الربع الرابع               | 2022 الربع الأول · الربع الثاني · الربع الثالث · الربع الرابع               | 2023 الربع الأول · الربع الثاني · الربع الثالث · الربع الرابع               | 2024 الربع الأول · الربع الثاني · الربع الثالث · الربع الرابع               | 2025 الربع الأول · الربع الثاني · الربع الثالث · الربع الرابع               |                                                                             |                                                                             |                                                                             |                                                                             |

## المفتاح
| الفئات      | القيمة المالية |
| بطولات W100 | $100,000       |
| بطولات W75  | $75,000        |
| بطولات W50  | $50,000        |
| بطولات W25  | $25,000        |
| بطولات W15  | $15,000        |
| بطولات W10  | $10,000        |

## الأشهر

### أبريل
| الأسبوع        | البطولة | الفائزات                                                     | الوصيفات                                       | المتأهلات لنصف النهائي                | المتأهلات لربع النهائي                                                           |
| -------------- | --- | ------------------------------------------------------------ | ---------------------------------------------- | ------------------------------------- | -------------------------------------------------------------------------------- |
| 1 أبريل 2013   | جاكسون، الولايات المتحدة ملعب ترابي $25،000 قرعة المباريات الفردية والزوجية                                                        | لورا سيجموند 6–4، 6–0                                        | فلورنسيا مولينيرو                              | آلي كيك ماشا زيك بشكيريتش             | أرانتشا بارا سانتونجا لارا ميشيل كوني بيرين ساندرا روما                          |
| 1 أبريل 2013   | جاكسون، الولايات المتحدة ملعب ترابي $25،000 قرعة المباريات الفردية والزوجية                                                        | كرمن إيلونا أنجيليك فان دير ميت 6–3، 6–4                     | ماريا فرناندا ألفاريز تيران فيرونيكا سبيد رويج | آلي كيك ماشا زيك بشكيريتش             | أرانتشا بارا سانتونجا لارا ميشيل كوني بيرين ساندرا روما                          |
| 1 أبريل 2013   | ديجون، فرنسا ملعب صلب (داخلي) $15،000 قرعة المباريات الفردية والزوجية                                                              | كريستينا بارويس 6–3، 7–5                                     | إليتسا كوستوفا                                 | جولي كوين أن صوفي ميستاتش             | إميلي ويبلي سميث كيتلين ووريسكي ألبرتا بريانتي أمرا ساديكوفيتش                   |
| 1 أبريل 2013   | ديجون، فرنسا ملعب صلب (داخلي) $15،000 قرعة المباريات الفردية والزوجية                                                              | نيكول كليريكو جوليا جاتو مونتيكوني 6–4، 6–2                  | إليتسا كوستوفا مارينا شامايكو                  | جولي كوين أن صوفي ميستاتش             | إميلي ويبلي سميث كيتلين ووريسكي ألبرتا بريانتي أمرا ساديكوفيتش                   |
| 1 أبريل 2013   | شرم الشيخ، مصر ملعب صلب $10،000 قرعة المباريات الفردية والزوجية                                                                    | دوروتيا إريتش 7–6(7–4)، 3–6، 6–3                             | مارتينا كوبيتشكوفا                             | أنستاسيا سايتوفا جوان تنغ في          | ريبيكا بيترسون جاستين دي سوتر سيلفيا زاجورسكا إيكاترينا ياشينا                   |
| 1 أبريل 2013   | شرم الشيخ، مصر ملعب صلب $10،000 قرعة المباريات الفردية والزوجية                                                                    | جاستين دي سوتر اليسي ميرتنز 6–1، 6–4                         | ألينا ميخييفا جليان أونيل                      | أنستاسيا سايتوفا جوان تنغ في          | ريبيكا بيترسون جاستين دي سوتر سيلفيا زاجورسكا إيكاترينا ياشينا                   |
| 1 أبريل 2013   | كاندية، اليونان Carpet $10،000 قرعة المباريات الفردية والزوجية                                                                     | تيودورا ميرسك 0–6، 1–6                                       | ألكسندرا كارامانوليفا                          | سارا سوساريلو جوانا فالي كوستا        | ستيفاني سيموني جوليا ستاماتوفا ماتيلدا هاملين ديسبينا باباميتشايل                |
| 1 أبريل 2013   | كاندية، اليونان Carpet $10،000 قرعة المباريات الفردية والزوجية                                                                     | فيفين يوهاسوفا تيودورا ميرسك 5–7، 7–6(9–7)، [4–10]           | جوليا سوساريلو سارا سوساريلو                   | سارا سوساريلو جوانا فالي كوستا        | ستيفاني سيموني جوليا ستاماتوفا ماتيلدا هاملين ديسبينا باباميتشايل                |
| 1 أبريل 2013   | تورينت، إسبانيا ملعب ترابي 10،000 دولار قرعة المباريات الفردية والزوجية                                                            | ديناه بفيزينماير 3–6، 1–6                                    | جوستين أوزجا                                   | إدواردا بياي أندريا غاميز             | كاترينا سليوسار ميار شريف أولغا سايز لارا صوفيا كوفاليتس                         |
| 1 أبريل 2013   | تورينت، إسبانيا ملعب ترابي 10،000 دولار قرعة المباريات الفردية والزوجية                                                            | تاتيانا بوا أندريا غاميز 6–1، 6–0                            | ياسمين جيماريس ريتا فيلاسا                     | إدواردا بياي أندريا غاميز             | كاترينا سليوسار ميار شريف أولغا سايز لارا صوفيا كوفاليتس                         |
| 1 أبريل 2013   | أنطاليا، تركيا ملعب صلب $10،000 قرعة المباريات الفردية والزوجية                                                                    | فيكتوريا غولوبيتش 6–4، 6–2                                   | إلين ألجروين                                   | بترا كرجسوفا ميليس سيزر               | تيريزا مارتينكوفا أوكسانا كالاشنيكوفا شانتال شكاملوفا باشاك إرايدن               |
| 1 أبريل 2013   | أنطاليا، تركيا ملعب صلب $10،000 قرعة المباريات الفردية والزوجية                                                                    | فيكتوريا غولوبيتش كاثارينا لينيرت 5–7، 6–3، [10–7]           | مارتينا بوريسكا بترا كرجسوفا                   | بترا كرجسوفا ميليس سيزر               | تيريزا مارتينكوفا أوكسانا كالاشنيكوفا شانتال شكاملوفا باشاك إرايدن               |
| 8 أبريل 2013   | بوزا ريكا، المكسيك ملعب صلب $25،000 قرعة المباريات الفردية والزوجية نسخة محفوظة 2013-03-05 على موقع واي باك مشين.                  | يوفانا يكسيتش 2–6، 3–6، 4–6                                  | جوليا كوهين                                    | ماريا إيروغيين مارسيلا زكرياس         | آلا كودريافتسيفا أليونا سوتنيكوفا ميلين أرويو ستيفاني دوبوا                      |
| 8 أبريل 2013   | بوزا ريكا، المكسيك ملعب صلب $25،000 قرعة المباريات الفردية والزوجية نسخة محفوظة 2013-03-05 على موقع واي باك مشين.                  | ماريا فرناندا ألفاريز تيران ماريا فرناندا ألفيس 2–6، 3–6     | ستيفاني دوبوا أولغا سافتشوك                    | ماريا إيروغيين مارسيلا زكرياس         | آلا كودريافتسيفا أليونا سوتنيكوفا ميلين أرويو ستيفاني دوبوا                      |
| 8 أبريل 2013   | المرسى (تونس)، تونس ملعب ترابي $25،000 قرعة المباريات الفردية والزوجية نسخة محفوظة 2013-03-05 على موقع واي باك مشين.               | إيفون ميوسبرجر 3–6، 4–6                                      | فيكتوريا كان                                   | يانا بوتشينا ريكا-لوكا جاني           | جويا باربييري ناستجا كولار سارا سوريبس تورمو جاسمينا تينجيتش                     |
| 8 أبريل 2013   | المرسى (تونس)، تونس ملعب ترابي $25،000 قرعة المباريات الفردية والزوجية نسخة محفوظة 2013-03-05 على موقع واي باك مشين.               | ريكا-لوكا جاني إفجينييا باشكوفا 6–3، 4–6، [10–5]             | دانكا كوفينتش لورا بيجوسي                      | يانا بوتشينا ريكا-لوكا جاني           | جويا باربييري ناستجا كولار سارا سوريبس تورمو جاسمينا تينجيتش                     |
| 8 أبريل 2013   | إدجباستون، المملكة المتحدة ملعب صلب (indoor) $25،000 قرعة المباريات الفردية والزوجية نسخة محفوظة 2013-05-17 على موقع واي باك مشين. | إيكاترينا بيشكوفا 6–4، 6–3                                   | أنجيليكا موراتيلي                              | جولي كوين تارا مور                    | تشالا بويوكاكاتشاي أماندين هيس جوليا جاتو مونتيكوني سامانثا موراي                |
| 8 أبريل 2013   | إدجباستون، المملكة المتحدة ملعب صلب (indoor) $25،000 قرعة المباريات الفردية والزوجية نسخة محفوظة 2013-05-17 على موقع واي باك مشين. | كريستينا بارويس آنا فرلجيتش 6–4، 7–6(7–2)                    | ريتشل هوجينكامب ستيفاني فوجت                   | جولي كوين تارا مور                    | تشالا بويوكاكاتشاي أماندين هيس جوليا جاتو مونتيكوني سامانثا موراي                |
| 8 أبريل 2013   | بلهام، الولايات المتحدة ملعب ترابي $25،000 قرعة المباريات الفردية والزوجية نسخة محفوظة 2013-03-05 على موقع واي باك مشين.           | ماريانا دوك مارينيو 1–6، 6–3، 6–4                            | كرامي نارا                                     | جيسيكا بيجلا أشلي بارتي               | شانل سكيبرز كلير فويرشتاين شارون فيشمان مونيكا بويغ                              |
| 8 أبريل 2013   | بلهام، الولايات المتحدة ملعب ترابي $25،000 قرعة المباريات الفردية والزوجية نسخة محفوظة 2013-03-05 على موقع واي باك مشين.           | أشلي بارتي أرينا روديونوفا 6–4، 6–2                          | كاو شاو-يوان لي هوا-تشن                        | جيسيكا بيجلا أشلي بارتي               | شانل سكيبرز كلير فويرشتاين شارون فيشمان مونيكا بويغ                              |
| 8 أبريل 2013   | بول، كرواتيا ملعب ترابي $10،000 قرعة المباريات الفردية والزوجية                                                                    | أغنيس بوكطا 5–7، 6–2، 7–5                                    | برناردا بيرا                                   | صوفيا كوفاليتس باربورا كرجتشيكوفا     | زوزانا زلوخوفا شانتال شكاملوفا كارين مورجوشوفا إستيل غيسارد                      |
| 8 أبريل 2013   | بول، كرواتيا ملعب ترابي $10،000 قرعة المباريات الفردية والزوجية                                                                    | باربورا كرجتشيكوفا بولينا ليكينا 6–3، 6–3                    | يانا فيت برناردا بيرا                          | صوفيا كوفاليتس باربورا كرجتشيكوفا     | زوزانا زلوخوفا شانتال شكاملوفا كارين مورجوشوفا إستيل غيسارد                      |
| 8 أبريل 2013   | شرم الشيخ، مصر ملعب صلب $10،000 قرعة المباريات الفردية والزوجية                                                                    | أرابيلا فرنانديز رابنر 6–4، 6–3                              | ناتاليا كولات                                  | اليسي ميرتنز أولغا بروزدا             | يوليا كالابينا ريبيكا بيترسون جانينا تولين أليكس كولومبون                        |
| 8 أبريل 2013   | شرم الشيخ، مصر ملعب صلب $10،000 قرعة المباريات الفردية والزوجية                                                                    | خوان تينغ-فاي يوليا كالابينا 6–3، 6–4                        | نيكولا فرانكوفا ميكاييلا فرليكا                | اليسي ميرتنز أولغا بروزدا             | يوليا كالابينا ريبيكا بيترسون جانينا تولين أليكس كولومبون                        |
| 8 أبريل 2013   | هيراكليون، اليونان سجاد $10،000 قرعة المباريات الفردية والزوجية                                                                    | كارين كينيل 6–1، 3–6، 6–3                                    | آنا فلوريس                                     | تمارا تشروفيتش فالنتيني جراماتيكوبولو | جوليا سوسارييلو جوليا ستاماتوفا جوانا فالي كوستا فيفيان يوهازووا                 |
| 8 أبريل 2013   | هيراكليون، اليونان سجاد $10،000 قرعة المباريات الفردية والزوجية                                                                    | مارينا ميلنيكوفا تيودورا ميرسك 6–1، 6–4                      | ديسبينا باباميتشايل جوليا سوسارييلو            | تمارا تشروفيتش فالنتيني جراماتيكوبولو | جوليا سوسارييلو جوليا ستاماتوفا جوانا فالي كوستا فيفيان يوهازووا                 |
| 8 أبريل 2013   | أنطاليا، تركيا ملعب صلب 10،000 دولار قرعة المباريات الفردية والزوجية                                                               | فيكتوريا غولوبيتش 6–2، 6–3                                   | كاثارينا لينيرت                                | باربارا لوز أنيتا حساريتش             | فرانشيسكا ريسكالداني بياتريس حداد مايا تمارا بيزوخوفا كريستينا هرابالوفا         |
| 8 أبريل 2013   | أنطاليا، تركيا ملعب صلب 10،000 دولار قرعة المباريات الفردية والزوجية                                                               | ايرينا ماريا بارا ديانا بوزيان 7–5، 6–1                      | بياتريس حداد مايا باربارا لوز                  | باربارا لوز أنيتا حساريتش             | فرانشيسكا ريسكالداني بياتريس حداد مايا تمارا بيزوخوفا كريستينا هرابالوفا         |
| 15 أبريل، 2013 | Dothan Pro Tennis Classic دوثان، الولايات المتحدة ملعب ترابي $50،000 فردي – زوجي                                                   | أجلا توملجانوفيتش 2–6، 6–4، 6–3                              | Zhang Shuai                                    | Alison Riske إيرينا فالكوني           | شيلبي روجرز أليكسا جلاتش جيسيكا بيجلا تاتيانا ماريا                              |
| 15 أبريل، 2013 | Dothan Pro Tennis Classic دوثان، الولايات المتحدة ملعب ترابي $50،000 فردي – زوجي                                                   | جوليا كوهين تاتيانا ماريا 6–4، 4–6، [11–9]                   | إيرينا فالكوني Maria Sanchez                   | Alison Riske إيرينا فالكوني           | شيلبي روجرز أليكسا جلاتش جيسيكا بيجلا تاتيانا ماريا                              |
| 15 أبريل، 2013 | نمنكان، أوزبكستان ملعب صلب $25،000 قرعة المباريات الفردية والزوجية نسخة محفوظة 2013-03-05 على موقع واي باك مشين.                   | ناديا كيتشينوك 6–2، 6–3                                      | أوكسانا كالاشنيكوفا                            | ألكسندرا بانوفا تشالا بويوكاكاتشاي    | Valentyna Ivakhnenko صوفيا شاباتافا إيكاترينا بيشكوفا Ekaterina Yashina          |
| 15 أبريل، 2013 | نمنكان، أوزبكستان ملعب صلب $25،000 قرعة المباريات الفردية والزوجية نسخة محفوظة 2013-03-05 على موقع واي باك مشين.                   | ألبينا خابيبولينا أناستاسيا فاسيليفا 6–3، 6–3                | Valentyna Ivakhnenko كسينيا ألكان              | ألكسندرا بانوفا تشالا بويوكاكاتشاي    | Valentyna Ivakhnenko صوفيا شاباتافا إيكاترينا بيشكوفا Ekaterina Yashina          |
| 15 أبريل، 2013 | شيبينيك، كرواتيا ملعب ترابي $10،000 قرعة المباريات الفردية والزوجية                                                                | أغنيس بوكتا 6–3، 6–2                                         | باربورا كرجتشيكوفا                             | برناردا بيرا صوفيا كوفاليتس           | بيانكا هينكو زينا هاس تياشا شريمبف بولونا ريبرشاك                                |
| 15 أبريل، 2013 | شيبينيك، كرواتيا ملعب ترابي $10،000 قرعة المباريات الفردية والزوجية                                                                | باربورا كرجتشيكوفا بولينا ليكينا 3–6، 6–3، [12–10]           | سيندي برغر آنا كلاسون                          | برناردا بيرا صوفيا كوفاليتس           | بيانكا هينكو زينا هاس تياشا شريمبف بولونا ريبرشاك                                |
| 15 أبريل، 2013 | شرم الشيخ، مصر ملعب صلب $10،000 قرعة المباريات الفردية والزوجية                                                                    | اليسي ميرتنز 6–4، 6–3                                        | أرابيلا فرنانديز رابنر                         | أولغا بروزدا إلينا-تيودورا كادار      | إليتسا كوستوفا إنجا بريسلان جاستين دي سوتر أولغا دوروشينا                        |
| 15 أبريل، 2013 | شرم الشيخ، مصر ملعب صلب $10،000 قرعة المباريات الفردية والزوجية                                                                    | أولغا بروزدا ناتاليا كولات 6–3، 6–1                          | أولغا دوروشينا لورا بيجوسي                     | أولغا بروزدا إلينا-تيودورا كادار      | إليتسا كوستوفا إنجا بريسلان جاستين دي سوتر أولغا دوروشينا                        |
| 15 أبريل، 2013 | هيراكليون، اليونان أرضية عشبية $10،000 قرعة المباريات الفردية والزوجية                                                             | ميكايلا كرايتشيك 3–6، 6–2، 6–4                               | أندي دي فرومي                                  | نوريا باريزاس دياز كاثينكا فون ديكمان | آنا فلوريس نيكولا فاجدوفا إيمي بوتل مارينا ميلنيكوفا                             |
| 15 أبريل، 2013 | هيراكليون، اليونان أرضية عشبية $10،000 قرعة المباريات الفردية والزوجية                                                             | ميكايلا كرايتشيك أندي دي فرومي 6–0، 5–7، [10–8]              | روزالي فان دير هوك يوكا موري                   | نوريا باريزاس دياز كاثينكا فون ديكمان | آنا فلوريس نيكولا فاجدوفا إيمي بوتل مارينا ميلنيكوفا                             |
| 15 أبريل، 2013 | تشيناي، الهند ملعب ترابي $10،000 قرعة المباريات الفردية والزوجية                                                                   | أنكيتا راينا 6–3، 6–1                                        | ناتاشا بالها                                   | باربرا بونيتش أنجيليك سفينوس          | إيتي ماهيتا بارتانا ثومبار ماهيثا دادي ريدي وانغ شياو                            |
| 15 أبريل، 2013 | تشيناي، الهند ملعب ترابي $10،000 قرعة المباريات الفردية والزوجية                                                                   | ناتاشا بالها بارتانا ثومبار 5–7، 6–3، [10–6]                 | روشمي تشاكرافارتي أنكيتا راينا                 | باربرا بونيتش أنجيليك سفينوس          | إيتي ماهيتا بارتانا ثومبار ماهيثا دادي ريدي وانغ شياو                            |
| 15 أبريل، 2013 | أنطاليا، تركيا ملعب صلب $10،000 قرعة المباريات الفردية والزوجية                                                                    | بياتريس حداد مايا 6–4، 6–3                                   | تيريزا مارتينكوفا                              | غانا بوزنيهيرينكو كورينا بيركوفيتش    | مايا كاتسيتادزي ماي مينوكوشي سوزان سيليك بيمرا أوزجن                             |
| 15 أبريل، 2013 | أنطاليا، تركيا ملعب صلب $10،000 قرعة المباريات الفردية والزوجية                                                                    | أندريا بينيتيز كارلا فورت 6–2، 6–4                           | إيرينا ماريا بارا ديانا بوزان                  | غانا بوزنيهيرينكو كورينا بيركوفيتش    | مايا كاتسيتادزي ماي مينوكوشي سوزان سيليك بيمرا أوزجن                             |
| 22 أبريل، 2013 | ITF Women's Circuit – ونشان WNCHAN، الصين ملعب صلب $50،000 Singles – Doubles                                                       | تشانغ يوكسوان 1–6، 7–6(7–4)، 6–2                             | وانغ كيانغ                                     | دوان ينغينغ تشينغ سيساي               | تشانغ كيلين سان شنجنان زارينا دياز فاراتشايا وونجتينتشاي                         |
| 22 أبريل، 2013 | ITF Women's Circuit – ونشان WNCHAN، الصين ملعب صلب $50،000 Singles – Doubles                                                       | ميكي ميامرا فاراتشايا وونجتينتشاي 7–5، 6–3                   | ريكا فوجيوارا جونري ناميجاتا                   | دوان ينغينغ تشينغ سيساي               | تشانغ كيلين سان شنجنان زارينا دياز فاراتشايا وونجتينتشاي                         |
| 22 أبريل، 2013 | بطولة لالة إسطنبول، تركيا ملعب صلب $50،000 Singles – Doubles                                                                       | دونا فيكك 6–4، 7–6(7–4)                                      | إليزافيتا كوليتشكوفا                           | فيرا داشفينا آنا فرلجيتش              | كريستينا كوكوفا يوليا بيجيلزيمير نوبون ليرتشيواكارن كريستينا بليسكوفا            |
| 22 أبريل، 2013 | بطولة لالة إسطنبول، تركيا ملعب صلب $50،000 Singles – Doubles                                                                       | إيكاترينا بيشكوفا ناديا كيتشينوك 3–6، 6–2، [10–5]            | باشاك إرايدن ألكساندرينا نايدينوفا             | فيرا داشفينا آنا فرلجيتش              | كريستينا كوكوفا يوليا بيجيلزيمير نوبون ليرتشيواكارن كريستينا بليسكوفا            |
| 22 أبريل، 2013 | بطولة بويد تينزلي للسيدات ملعب ترابي Court Classic تشارلوتسفيل، الولايات المتحدة ملعب ترابي $50،000 Singles – Doubles              | شيلبي روجرز 6–3، 7–5                                         | آلي كيك                                        | ماديسون برينجل باتريسيا ماير أخلايتنر | كرمن إيلونا جوليا كوهين آلي ويل نيكول غيبس                                       |
| 22 أبريل، 2013 | بطولة بويد تينزلي للسيدات ملعب ترابي Court Classic تشارلوتسفيل، الولايات المتحدة ملعب ترابي $50،000 Singles – Doubles              | نيكولا سلاتر Coco Vandeweghe 6–3، 7–6(7–4)                   | نيكول غيبس شيلبي روجرز                         | ماديسون برينجل باتريسيا ماير أخلايتنر | كرمن إيلونا جوليا كوهين آلي ويل نيكول غيبس                                       |
| 22 أبريل، 2013 | كياسو، سويسرا ملعب ترابي $25،000 قرعة المباريات الفردية والزوجية نسخة محفوظة 2013-03-05 على موقع واي باك مشين.                     | أليسون فان يوتفانخ 7–6(7–2)، 6–3                             | كاتارزينا كاوا                                 | لوسي هراديكا جوليا جاتو مونتيكوني     | ألكسندرا دولغيرو آنا ريموندينا كارين كينيل فيكتوريا غولوبيتش                     |
| 22 أبريل، 2013 | كياسو، سويسرا ملعب ترابي $25،000 قرعة المباريات الفردية والزوجية نسخة محفوظة 2013-03-05 على موقع واي باك مشين.                     | ديانا مارسنكفيتشا أليكساندرا ساسنوفيتش 6–7(2–7)، 6–4، [10–7] | نيكول كليريكو جوليا جاتو مونتيكوني             | لوسي هراديكا جوليا جاتو مونتيكوني     | ألكسندرا دولغيرو آنا ريموندينا كارين كينيل فيكتوريا غولوبيتش                     |
| 22 أبريل، 2013 | فوكيت، تايلاند ملعب صلب (indoor) $25،000 قرعة المباريات الفردية والزوجية                                                           | لوكسيكا كومخوم 6–0، 7–5                                      | ليزا ويبورن                                    | ميلاني كلافنير بينجتارن بليبويتش      | زوزانا زلوخوفا أليسون باي نايومي برودي كامونوان بوايام                           |
| 22 أبريل، 2013 | فوكيت، تايلاند ملعب صلب (indoor) $25،000 قرعة المباريات الفردية والزوجية                                                           | نيشا ليرتبيتاكسينتشاي بينجتارن بليبويتش 6–3، 5–7، [11–9]     | تارا مور ميلاني ساوث                           | ميلاني كلافنير بينجتارن بليبويتش      | زوزانا زلوخوفا أليسون باي نايومي برودي كامونوان بوايام                           |
| 22 أبريل، 2013 | تونس (مدينة)، تونس ملعب ترابي $25،000 قرعة المباريات الفردية والزوجية نسخة محفوظة 2013-03-05 على موقع واي باك مشين.                | أنس جابر 6–3، 6–2                                            | سارا سوريبس تورمو                              | دانييلا سيغيل فيكتوريا كان            | أندريا غاميز يانا بوتشينا أنجيليكا موراتيلي مادالينا غوجنيا                      |
| 22 أبريل، 2013 | تونس (مدينة)، تونس ملعب ترابي $25،000 قرعة المباريات الفردية والزوجية نسخة محفوظة 2013-03-05 على موقع واي باك مشين.                | ألكسندرا كرونتش كاتارزينا بيتر 6–2، 3–6، [10–7]              | ريكا-لوكا ياني إيفجينيا باشكوفا                | دانييلا سيغيل فيكتوريا كان            | أندريا غاميز يانا بوتشينا أنجيليكا موراتيلي مادالينا غوجنيا                      |
| 22 أبريل، 2013 | ساو باولو، البرازيل ملعب ترابي $10،000 قرعة المباريات الفردية والزوجية                                                             | روكسان فيسمبيرج 6–4، 6–2                                     | مونتسيرات غونزاليس                             | ناثاليا روسي لويزا ستيفاني            | آنا صوفيا سانشيز ناثالي كوراتا سيلا بورزاني ناديه بودوروسكا                      |
| 22 أبريل، 2013 | ساو باولو، البرازيل ملعب ترابي $10،000 قرعة المباريات الفردية والزوجية                                                             | راكيل بيلتشر ناثاليا روسي 6–3، 6–0                           | ميلينا فيريرو إيفانيا مارتينيتش                | ناثاليا روسي لويزا ستيفاني            | آنا صوفيا سانشيز ناثالي كوراتا سيلا بورزاني ناديه بودوروسكا                      |
| 22 أبريل، 2013 | شرم الشيخ، مصر ملعب صلب $10،000 قرعة المباريات الفردية والزوجية                                                                    | أرابيلا فرنانديز رابنر 3–6، 6–4، 7–6(7–3)                    | يانا سيزيكوفا                                  | باربارا هاس مورجان بونز               | لورا بيجوسي أغاتا بارانسكا أميلي إنترت آنا مورجينا                               |
| 22 أبريل، 2013 | شرم الشيخ، مصر ملعب صلب $10،000 قرعة المباريات الفردية والزوجية                                                                    | إلينا-تيودورا كادار أرابيلا فرنانديز رابنر 6–4، 6–3          | أولغا دوروشينا لورا بيجوسي                     | باربارا هاس مورجان بونز               | لورا بيجوسي أغاتا بارانسكا أميلي إنترت آنا مورجينا                               |
| 22 أبريل، 2013 | هيراكليون، اليونان ملعب معشب $10،000 قرعة المباريات الفردية والزوجية                                                               | فالنتيني جراماتيكوبولو 6–3، 6–4                              | إيمي بوتل                                      | تمارا تشروفيتش جوليا ستاماتوفا        | نوريا باريزاس دياز أمينات كشكوفا نيكولا فاجدوفا ماريا سكاري                      |
| 22 أبريل، 2013 | هيراكليون، اليونان ملعب معشب $10،000 قرعة المباريات الفردية والزوجية                                                               | تمارا تشروفيتش كاميلا روساتيلو 7–6(7–4)، 6–3                 | أولغا باريس أزكويتا نوريا باريزاس دياز         | تمارا تشروفيتش جوليا ستاماتوفا        | نوريا باريزاس دياز أمينات كشكوفا نيكولا فاجدوفا ماريا سكاري                      |
| 22 أبريل، 2013 | لكهنؤ، الهند عشبي $10،000 قرعة المباريات الفردية والزوجية                                                                          | إيمي موتاجوتشي 3–6، 7–6(7–2)، 6–1                            | أنكيتا راينا                                   | شويتا رانا برارثانا ثومباري           | ساي سامهيثا تشامارثي سيمران كاور سيتي إيتي ماهيتا نيذهي تشيلومولا                |
| 22 أبريل، 2013 | لكهنؤ، الهند عشبي $10،000 قرعة المباريات الفردية والزوجية                                                                          | نيذهي تشيلومولا إيمي موتاجوتشي 6–4، 7–6(7–4)                 | ناتاشا بالها برارثانا ثومباري                  | شويتا رانا برارثانا ثومباري           | ساي سامهيثا تشامارثي سيمران كاور سيتي إيتي ماهيتا نيذهي تشيلومولا                |
| 22 أبريل، 2013 | عسقلان، إسرائيل ملعب صلب $10،000 قرعة المباريات الفردية والزوجية                                                                   | دينيز خازانيك 6–4، 6–1                                       | كسينيا كيريلوفا                                | إيكاترينا تور آنا بوجوسلافيتس         | إيكاترينا تسكلوري ساراي ستيرينباخ بيا كونينغ مولي سكوت                           |
| 22 أبريل، 2013 | عسقلان، إسرائيل ملعب صلب $10،000 قرعة المباريات الفردية والزوجية                                                                   | دينيز خازانيك كسينيا كيريلوفا 6–0، 6–4                       | إيفا واكانو أنيا ويسيل                         | إيكاترينا تور آنا بوجوسلافيتس         | إيكاترينا تسكلوري ساراي ستيرينباخ بيا كونينغ مولي سكوت                           |
| 22 أبريل، 2013 | سان سيفيرو، إيطاليا ملعب ترابي $10،000 قرعة المباريات الفردية والزوجية                                                             | جوليا سوساريلو 6–3، 6–1                                      | سيندي برغر                                     | مارتينا دي جوزيبي ناتاليا أورلوفا     | آني أميراغيان بياتريس توريللي إيريكا زانشيتا كريستينا أداميسكو                   |
| 22 أبريل، 2013 | سان سيفيرو، إيطاليا ملعب ترابي $10،000 قرعة المباريات الفردية والزوجية                                                             | ديسبينا باباميتشايل جوليا سوساريلو انسحاب المنافس            | أليس بالدوتشي كيارا ميندو                      | مارتينا دي جوزيبي ناتاليا أورلوفا     | آني أميراغيان بياتريس توريللي إيريكا زانشيتا كريستينا أداميسكو                   |
| 22 أبريل، 2013 | ليس فرانكويسيس ديل فاليس، إسبانيا ملعب صلب $10،000 قرعة المباريات الفردية والزوجية                                                 | أوسيان دودان 6–3، 6–3                                        | تيس سوغنيو                                     | كورنيليا ليستر بيلار دومينغيز لوبيز   | أولغا سايز لارا أريادن مارتري رييمباو آنا بيلزونس كرومبين إستيل كاسينو           |
| 22 أبريل، 2013 | ليس فرانكويسيس ديل فاليس، إسبانيا ملعب صلب $10،000 قرعة المباريات الفردية والزوجية                                                 | ديد بييجر إستيل كاسينو 6–4، 6–7(0–7)، [10–6]                 | كورنيليا ليستر سارة سوساريلو                   | كورنيليا ليستر بيلار دومينغيز لوبيز   | أولغا سايز لارا أريادن مارتري رييمباو آنا بيلزونس كرومبين إستيل كاسينو           |
| 22 أبريل، 2013 | أنطاليا، تركيا ملعب صلب $10،000 قرعة المباريات الفردية والزوجية                                                                    | آنا بوغدان 4–6، 7–6(7–3)، 6–4                                | زوزانا لوكناروفا                               | كاثرين شانتراين بياتريس حداد مايا     | أندريا بينيتيز نادييا كولب تيريزا مارتينكوفا كارولين أوبلهور                     |
| 22 أبريل، 2013 | أنطاليا، تركيا ملعب صلب $10،000 قرعة المباريات الفردية والزوجية                                                                    | أندريا بينيتيز كارلا فورت 6–1، 6–4                           | كاثرين شانتراين أنجلينا جابويفا                | كاثرين شانتراين بياتريس حداد مايا     | أندريا بينيتيز نادييا كولب تيريزا مارتينكوفا كارولين أوبلهور                     |
| 22 أبريل، 2013 | بورنموث، المملكة المتحدة ملعب ترابي $10،000 قرعة المباريات الفردية والزوجية                                                        | جيد ويندلي 6–7(2–7)، 6–4، 6–2                                | سفياتلانا بيرازينكا                            | دايانا نيجرينو إلين بويكنز            | آنا سميث بيبا هورن لاتيتيتيا سارازين كارولينا ولوداركزاك                         |
| 22 أبريل، 2013 | بورنموث، المملكة المتحدة ملعب ترابي $10،000 قرعة المباريات الفردية والزوجية                                                        | آنا فيتزباتريك جيد ويندلي 6–4، 6–1                           | إلين بويكنز كارولينا ولوداركزاك                | دايانا نيجرينو إلين بويكنز            | آنا سميث بيبا هورن لاتيتيتيا سارازين كارولينا ولوداركزاك                         |
| 22 أبريل، 2013 | أنديجان، أوزبكستان ملعب صلب $10،000 قرعة المباريات الفردية والزوجية                                                                | أناستاسيا فاسيليفا 6–4، 7–5                                  | أوكسانا كالاشنيكوفا                            | داريا ميرونوفا بولينا فينوغرادوفا     | فيرونيكا كابشاي فاليريا ستراخوفا سابينا شاريبوفا نيجينا أبدوريموفا               |
| 22 أبريل، 2013 | أنديجان، أوزبكستان ملعب صلب $10،000 قرعة المباريات الفردية والزوجية                                                                | ألبينا خابيبولينا أناستاسيا فاسيليفا 7–5، 6–4                | بولينا مونوفا كاترينا ياشينا                   | داريا ميرونوفا بولينا فينوغرادوفا     | فيرونيكا كابشاي فاليريا ستراخوفا سابينا شاريبوفا نيجينا أبدوريموفا               |
| 29 أبريل 2013  | كأس كنغارو غيفو، اليابان ملعب صلب $50٬000 فردي – زوجي                                                                              | أن صوفي ميستاتش 1–6، 3–6، 0–6                                | وانغ كيانغ                                     | يوريكا سما ساتشي إيشيزو               | سان شنجنان شاكو أوياما نيجينا أبدوريموفا دوان ينغينغ                             |
| 29 أبريل 2013  | كأس كنغارو غيفو، اليابان ملعب صلب $50٬000 فردي – زوجي                                                                              | لوكسيكا كومخوم إريكا سما 4–6، 3–6                            | ناو هيبينو ريكو ساوياناغي                      | يوريكا سما ساتشي إيشيزو               | سان شنجنان شاكو أوياما نيجينا أبدوريموفا دوان ينغينغ                             |
| 29 أبريل 2013  | أودي ملبورن برو تنس كلاسيك إنديان هاربر بيتش، الولايات المتحدة ملعب ترابي $50٬000 فردي – زوجي                                      | بترا رامبري 0–6، 1–6                                         | ديا إفتيموفا                                   | بيلندا بنشيتش أليسون ريسك             | يان أبازا كرمن إيلونا فيرونيكا سبيد رويج ماديسون برينجل                          |
| 29 أبريل 2013  | أودي ملبورن برو تنس كلاسيك إنديان هاربر بيتش، الولايات المتحدة ملعب ترابي $50٬000 فردي – زوجي                                      | يان أبازا لويزا تشيريكو 4–6، 4–6                             | آسيا محمد آلي ويل                              | بيلندا بنشيتش أليسون ريسك             | يان أبازا كرمن إيلونا فيرونيكا سبيد رويج ماديسون برينجل                          |
| 29 أبريل 2013  | جبت بكة، إيطاليا ملعب ترابي $25٬000 قرعة المباريات الفردية والزوجية                                                                | آنا كارولينا شميدلوفا 6–0، 6–1                               | ماجدا لينيت                                    | كورينا دينتوني جويا باربييري          | أليز ليم كريستينا دينو ستيفاني فوجت غريتا أرن                                    |
| 29 أبريل 2013  | جبت بكة، إيطاليا ملعب ترابي $25٬000 قرعة المباريات الفردية والزوجية                                                                | ستيفاني فوجت ريناتا فوراكوفا 6–3، 6–4                        | باولا كانيا ماجدا لينيت                        | كورينا دينتوني جويا باربييري          | أليز ليم كريستينا دينو ستيفاني فوجت غريتا أرن                                    |
| 29 أبريل 2013  | فيسبادن، ألمانيا ملعب ترابي $25،000 قرعة المباريات الفردية والزوجية                                                                | إيفون ميوسبرجر 5–7، 6–4، 6–1                                 | شارون فيشمان                                   | أولغا سافتشوك ديناه بفيزينماير        | ألكسندرا بانوفا فاليريا سولوفيفا ألكسندرا كرونتش آنا لينا فريدسام                |
| 29 أبريل 2013  | فيسبادن، ألمانيا ملعب ترابي $25،000 قرعة المباريات الفردية والزوجية                                                                | غابرييلا دابروفسكي شارون فيشمان 6–3، 6–3                     | ديناه بفيزينماير آنا زيا                       | أولغا سافتشوك ديناه بفيزينماير        | ألكسندرا بانوفا فاليريا سولوفيفا ألكسندرا كرونتش آنا لينا فريدسام                |
| 29 أبريل 2013  | فوكيت، تايلاند ملعب صلب (داخلي) $25،000 قرعة المباريات الفردية والزوجية نسخة محفوظة 2013-08-08 على موقع واي باك مشين.              | ميلاني كلافنير 3–6، 6–3، 6–2                                 | دوروتيجا إريك                                  | لي سو را لي يا-هسوان                  | نيكول روتمان كامونوان بوايام ريسا أوزاكي مارتينا بوريكا                          |
| 29 أبريل 2013  | فوكيت، تايلاند ملعب صلب (داخلي) $25،000 قرعة المباريات الفردية والزوجية نسخة محفوظة 2013-08-08 على موقع واي باك مشين.              | نيشا ليرتبيتاكسينتشاي بينجتارن بليبويتش 6–2، 6–4             | فاطمة النبهاني لي يا-هسوان                     | لي سو را لي يا-هسوان                  | نيكول روتمان كامونوان بوايام ريسا أوزاكي مارتينا بوريكا                          |
| 29 أبريل 2013  | كاراكاس، فنزويلا ملعب صلب 25،000 دولار قرعة المباريات الفردية والزوجية نسخة محفوظة 2013-03-05 على موقع واي باك مشين.               | تادجا ماجريتش 1–6، 6–3، 7–5                                  | أدريانا بيريز                                  | كاتالينا بيلا ماريا إيروغيين          | سيسيليا كوستا ميلغار ماريا فرناندا ألفاريز تيران كارولينا زيبالوس أماندا كاريراس |
| 29 أبريل 2013  | كاراكاس، فنزويلا ملعب صلب 25،000 دولار قرعة المباريات الفردية والزوجية نسخة محفوظة 2013-03-05 على موقع واي باك مشين.               | ماريا فرناندا ألفاريز تيران كيري وونغ 6–1، 6–2               | نعومي توتكا كارينا فينديتى                     | كاتالينا بيلا ماريا إيروغيين          | سيسيليا كوستا ميلغار ماريا فرناندا ألفاريز تيران كارولينا زيبالوس أماندا كاريراس |
| 29 أبريل 2013  | سول، كوريا الجنوبية ملعب صلب 15،000 دولار قرعة المباريات الفردية والزوجية                                                          | هان زينيون 6–2، 6–1                                          | كم سو جونغ                                     | تشانغ يوكسوان تشان تشين وي            | ليو تشانغ شيهو أكيتا جون نام جيون وين شين                                        |
| 29 أبريل 2013  | سول، كوريا الجنوبية ملعب صلب 15،000 دولار قرعة المباريات الفردية والزوجية                                                          | ليو زانتيج يانغ زاوكسوان 6–2، 6–2                            | تشان تشين وي تشانغ نانان                       | تشانغ يوكسوان تشان تشين وي            | ليو تشانغ شيهو أكيتا جون نام جيون وين شين                                        |
| 29 أبريل 2013  | فيلا ألندي، الأرجنتين ملعب ترابي 10،000 دولار قرعة المباريات الفردية والزوجية                                                      | مونتسيرات غونزاليس 6–4، 6–1                                  | كونستانزا فيغا                                 | فيكتوريا بوثيو كاميلا سيلفا           | غوادالوبي مورينو أرانزا سالو صوفيا ليني ماكارينا أوليفارس لوبيز                  |
| 29 أبريل 2013  | فيلا ألندي، الأرجنتين ملعب ترابي 10،000 دولار قرعة المباريات الفردية والزوجية                                                      | سارة جيمينيز مونتسيرات غونزاليس 6–4، 6–0                     | فيكتوريا بوثيو أرانزا سالو                     | فيكتوريا بوثيو كاميلا سيلفا           | غوادالوبي مورينو أرانزا سالو صوفيا ليني ماكارينا أوليفارس لوبيز                  |
| 29 أبريل 2013  | شرم الشيخ، مصر ملعب صلب 10،000 دولار قرعة المباريات الفردية والزوجية ``` wikitext                                                  | آنا فيسيلينوفيتش 6–2، 6–3                                    | كلارتجي ليبنس                                  | لورا بيجوسي أولجا دوروشينا            | ليزا ماريا موزر جينين برينتنر مورجان بونس ساندرا هونيجوفا                        |
| 29 أبريل 2013  | شرم الشيخ، مصر ملعب صلب 10،000 دولار قرعة المباريات الفردية والزوجية ``` wikitext                                                  | آنا مورجينا يانا سيزيكوفا 6–3، 6–2                           | ليز برولمانس كلارتجي ليبنس                     | لورا بيجوسي أولجا دوروشينا            | ليزا ماريا موزر جينين برينتنر مورجان بونس ساندرا هونيجوفا                        |
| 29 أبريل 2013  | هيراكليون، اليونان سجادة $10،000 قرعة المباريات الفردية والزوجية                                                                   | فالنتيني جراماتيكوبولو 7–6(7–4)، 3–6، 6–2                    | لي بي تشي                                      | أمينات كوشخوفا ديسبينا فوجاساري       | تمارا تشروفيتش إيمي بوتل جوليا ستاماتوفا زيمينا هيرموسو                          |
| 29 أبريل 2013  | هيراكليون، اليونان سجادة $10،000 قرعة المباريات الفردية والزوجية                                                                   | تمارا تشروفيتش فاليريا بودا 6–3، 6–2                         | زيمينا هيرموسو أولغا باريس أزكويتا             | أمينات كوشخوفا ديسبينا فوجاساري       | تمارا تشروفيتش إيمي بوتل جوليا ستاماتوفا زيمينا هيرموسو                          |
| 29 أبريل 2013  | أشكلون، إسرائيل ملعب صلب $10،000 قرعة المباريات الفردية والزوجية                                                                   | دينيز خازانيك 6–2، 7–5                                       | كسينيا كيريلوفا                                | إيكاترينا تور كيرين شلومو             | إيفا واكانو هيلين شولتسن كارولينا بيتانكورت إستر ماسوري                          |
| 29 أبريل 2013  | أشكلون، إسرائيل ملعب صلب $10،000 قرعة المباريات الفردية والزوجية                                                                   | بيا كونينغ إستر ماسوري 1–0، انسحاب                           | لورا ديجمان كيرين شلومو                        | إيكاترينا تور كيرين شلومو             | إيفا واكانو هيلين شولتسن كارولينا بيتانكورت إستر ماسوري                          |
| 29 أبريل 2013  | شيمكنت، كازاخستان ملعب ترابي $10،000 قرعة المباريات الفردية والزوجية                                                               | فاليريا ستراخوفا 7–5، 6–3                                    | لوبوف فاسيليفا                                 | كاميلا كيريمباييفا ألينا تاراسوفا     | آنا سمولينا كسينيا شريفوفا تمارا بيتشخادزي فلاديسلافا زانوسينكو                  |
| 29 أبريل 2013  | شيمكنت، كازاخستان ملعب ترابي $10،000 قرعة المباريات الفردية والزوجية                                                               | ألبينا خابيبولينا أناستاسيا فاسيليفا 2–6، 6–4، [11–9]        | بولينا مونوفا آنا سمولينا                      | كاميلا كيريمباييفا ألينا تاراسوفا     | آنا سمولينا كسينيا شريفوفا تمارا بيتشخادزي فلاديسلافا زانوسينكو                  |
| 29 أبريل 2013  | أنطاليا، تركيا ملعب صلب $10،000 قرعة المباريات الفردية والزوجية                                                                    | آنا بوغدان 7–6(7–4)، 6–4                                     | كيتلين ووريسكي                                 | Angelina Gabueva أندريا بينيتيز       | Mayya Katsitadze Shakhlo Saidova كارلا فورت Nozomi Fujioka                       |
| 29 أبريل 2013  | أنطاليا، تركيا ملعب صلب $10،000 قرعة المباريات الفردية والزوجية                                                                    | أندريا بينيتيز كارلا فورت 4–6، 7–5، [10–7]                   | Rosalia Alda كيتلين ووريسكي                    | Angelina Gabueva أندريا بينيتيز       | Mayya Katsitadze Shakhlo Saidova كارلا فورت Nozomi Fujioka                       |
| 29 أبريل 2013  | إدنبرة، المملكة المتحدة ملعب ترابي $10،000 قرعة المباريات الفردية والزوجية                                                         | Laëtitia Sarrazin 7–5، 6–7(9–11)، 6–2                        | آنا سميث                                       | Elyne Boeykens كاتي دان               | إيفانا جوروفيتش لارا ميشيل كارولين دانيلز Malin Ulvefeldt                        |
| 29 أبريل 2013  | إدنبرة، المملكة المتحدة ملعب ترابي $10،000 قرعة المباريات الفردية والزوجية                                                         | أنيت كونتافيت جيسيكا رين 6–2، 6–3                            | آنا سميث فرانسيسكا ستيفنسون                    | Elyne Boeykens كاتي دان               | إيفانا جوروفيتش لارا ميشيل كارولين دانيلز Malin Ulvefeldt                        |

### مايو
| الأسبوع       | البطولة | الفائزات                                                 | الوصيفات                             | المتأهلات لنصف النهائي                 | المتأهلات لربع النهائي                                                   |
| ------------- | --- | -------------------------------------------------------- | ------------------------------------ | -------------------------------------- | ------------------------------------------------------------------------ |
| 6 مايو، 2013  | Open GDF Suez de Cagnes-sur-Mer Alpes-Maritimes كاني سور مير، فرنسا ملعب ترابي 100000 دولار Singles – Doubles                  | كارولين غارسيا 6–0، 4–6، 3–6                             | مارينا زانيفسكا                      | رومينا أوبراندي إستريلا كابيزا كانديلا | فيرجيني رازانو فانيا كينغ تاتيانا ماريا ماندي مينلا                      |
| 6 مايو، 2013  | Open GDF Suez de Cagnes-sur-Mer Alpes-Maritimes كاني سور مير، فرنسا ملعب ترابي 100000 دولار Singles – Doubles                  | فانيا كينغ أرانتشا روس 4–6، 5–7، [8–10]                  | كاتالينا كاستانيو تيليانا بيريرا     | رومينا أوبراندي إستريلا كابيزا كانديلا | فيرجيني رازانو فانيا كينغ تاتيانا ماريا ماندي مينلا                      |
| 6 مايو، 2013  | Empire Slovak Open ترنافا، سلوفاكيا ملعب ترابي 75000 دولار Singles – Doubles                                                   | باربورا زاهلافوفا-ستريكوفا 6–2، 4–6                      | كارين كناب                           | ألكسندرا كرونتش باولا أورمايتشيا       | تيريزا مردجا كاترينا سينياكوفا كريستينا كوكوفا آنا كارولينا شميدلوفا     |
| 6 مايو، 2013  | Empire Slovak Open ترنافا، سلوفاكيا ملعب ترابي 75000 دولار Singles – Doubles                                                   | ميرفانا يوجيتش سالكيتش ريناتا فوراكوفا 6–1، 6–1          | يانا كابلوفا آنا كارولينا شميدلوفا   | ألكسندرا كرونتش باولا أورمايتشيا       | تيريزا مردجا كاترينا سينياكوفا كريستينا كوكوفا آنا كارولينا شميدلوفا     |
| 6 مايو، 2013  | سويتو أوبن جوهانسبرغ، جنوب أفريقيا ملعب صلب $50،000+H فردي – زوجي                                                              | تيميا بابوش 6–7(3–7)، 6–4، 6–1                           | شانيل سيموندز                        | تيودورا ميرسك ناديا كيتشينوك           | سامانثا موري تادجا ماجريتش جيد ويندلي جوليا غلوشكو                       |
| 6 مايو، 2013  | سويتو أوبن جوهانسبرغ، جنوب أفريقيا ملعب صلب $50،000+H فردي – زوجي                                                              | ماجدا لينيت شانيل سيموندز 6–1، 6–3                       | سامانثا موري جيد ويندلي              | تيودورا ميرسك ناديا كيتشينوك           | سامانثا موري تادجا ماجريتش جيد ويندلي جوليا غلوشكو                       |
| 6 مايو، 2013  | فوكوكا إنترناشيونال وومنز كاب فوكوكا، اليابان عشب $50،000 فردي – زوجي                                                          | أنس جابر 7–6(7–2)، 6–2                                   | أن صوفي ميستاتش                      | جونري ناميجاتا نيجينا أبدوريموفا       | ستورم ساندرز زارينا دياز إري هوزمي إريكا سما                             |
| 6 مايو، 2013  | فوكوكا إنترناشيونال وومنز كاب فوكوكا، اليابان عشب $50،000 فردي – زوجي                                                          | جونري ناميجاتا إريكا سما 7–5، 3–6، [10–7]                | ريكا فوجيوارا Akiko Omae             | جونري ناميجاتا نيجينا أبدوريموفا       | ستورم ساندرز زارينا دياز إري هوزمي إريكا سما                             |
| 6 مايو، 2013  | بنك RBC تحدي السيدات راليه، الولايات المتحدة ملعب ترابي $25،000 قرعة المباريات الفردية والزوجية                                | آسيا محمد 6–2، 6–2                                       | شالينا شول                           | سامانثا كراوفورد أدريانا بيريز         | هايلي كارتر جيمي لوب مايو هيبي أليونا سوتنيكوفا                          |
| 6 مايو، 2013  | بنك RBC تحدي السيدات راليه، الولايات المتحدة ملعب ترابي $25،000 قرعة المباريات الفردية والزوجية                                | آسيا محمد آلي ويل 6–3، 6–3                               | جيسيكا مور سالي بيرز                 | سامانثا كراوفورد أدريانا بيريز         | هايلي كارتر جيمي لوب مايو هيبي أليونا سوتنيكوفا                          |
| 6 مايو، 2013  | سيول، كوريا الجنوبية ملعب صلب $15،000 قرعة المباريات الفردية والزوجية                                                          | تشو يمياو 6–2، 6–1                                       | هان نا لاي                           | ليو فانجزو ون شين                      | هان زينيون تشانغ يوكسوان تشين جياوي تشو لين                              |
| 6 مايو، 2013  | سيول، كوريا الجنوبية ملعب صلب $15،000 قرعة المباريات الفردية والزوجية                                                          | هان زينيون يي كيويو 7–6(7–3)، 4–6، [10–5]                | تشان تشين وي زانغ نانان              | ليو فانجزو ون شين                      | هان زينيون تشانغ يوكسوان تشين جياوي تشو لين                              |
| 6 مايو، 2013  | فيلا ماريا، الأرجنتين ملعب ترابي $10،000 قرعة المباريات الفردية والزوجية                                                       | مونتسيرات غونزاليس 6–3، 4–6، 6–3                         | كاميلا سيلفا                         | صوفيا بلانكو فيكتوريا بوثيو            | فرانشيسكا ريسكالديني كونستانزا فيغا أرانزا سالو ماكارينا أوليفاريس لوبيز |
| 6 مايو، 2013  | فيلا ماريا، الأرجنتين ملعب ترابي $10،000 قرعة المباريات الفردية والزوجية                                                       | آنا صوفيا سانشيز كاميلا سيلفا 6–1، 6–2                   | فيكتوريا بوثيو أرانزا سالو           | صوفيا بلانكو فيكتوريا بوثيو            | فرانشيسكا ريسكالديني كونستانزا فيغا أرانزا سالو ماكارينا أوليفاريس لوبيز |
| 6 مايو، 2013  | شرم الشيخ، مصر ملعب صلب $10،000 قرعة المباريات الفردية والزوجية                                                                | ايبك سويلو 7–5، 6–1                                      | كاميلا روزاتيلو                      | آنا فيسيلينوفيتش تيس سوجنو             | تشو آيوين ديا هردجلاش آنا مورجينا أندي دي فرومي                          |
| 6 مايو، 2013  | شرم الشيخ، مصر ملعب صلب $10،000 قرعة المباريات الفردية والزوجية                                                                | كارولينا بترلي آنا فيسيلينوفيتش 3–6، 7–5، [10–7]         | أناستاسيا خارتشينكو آنا مورجينا      | آنا فيسيلينوفيتش تيس سوجنو             | تشو آيوين ديا هردجلاش آنا مورجينا أندي دي فرومي                          |
| 6 مايو، 2013  | ماراثون-أثينا، اليونان ملعب صلب $10،000 قرعة المباريات الفردية والزوجية                                                        | لي بي تشي 6–1، 7–5                                       | مارينا كاتشار                        | أجيليكي كوكوتا ديسبينا فوجاساري        | زيمينا هيرموسو سيلفيا نجيريتش غابرييلا سي ديانا رادانوفيتش               |
| 6 مايو، 2013  | ماراثون-أثينا، اليونان ملعب صلب $10،000 قرعة المباريات الفردية والزوجية                                                        | إيرين كلارك فرانشيسكا ستيفنسون 5–7، 6–3، [10–8]          | ميتا ميزاك سيلفيا نجيريتش            | أجيليكي كوكوتا ديسبينا فوجاساري        | زيمينا هيرموسو سيلفيا نجيريتش غابرييلا سي ديانا رادانوفيتش               |
| 6 مايو، 2013  | رامات هاشارون، إسرائيل ملعب صلب $10،000 قرعة المباريات الفردية والزوجية                                                        | دينيز خزانيك 6–3، 6–3                                    | إكاترينا تور                         | لي أور مولي سكوت                       | إيكاترينا تسكلوري لورا ديغمان ألينا ويسيل ساراي ستيرنباخ                 |
| 6 مايو، 2013  | رامات هاشارون، إسرائيل ملعب صلب $10،000 قرعة المباريات الفردية والزوجية                                                        | كارولينا بيتانكورت مولي سكوت 6–7(7–2)، 4–6، [4–10]       | إيكاترينا تور ألينا ويسيل            | لي أور مولي سكوت                       | إيكاترينا تسكلوري لورا ديغمان ألينا ويسيل ساراي ستيرنباخ                 |
| 6 مايو، 2013  | سانتا مارغريتا دي بولا، إيطاليا ملعب ترابي $10،000 قرعة المباريات الفردية والزوجية                                             | صوفيا كوفالتس 6–4، 1–6، 4–6                              | آنا فلوريس                           | إليسا ساليس أناليزا بونا               | ليتيسيا سارازين كلوتيلد دي برناردي مارتينا كارغارو مانو أركانجيولي       |
| 6 مايو، 2013  | سانتا مارغريتا دي بولا، إيطاليا ملعب ترابي $10،000 قرعة المباريات الفردية والزوجية                                             | مارتينا كارغارو آنا فلوريس 2–6، 3–6                      | أناليزا بونا ليزا سابينو             | إليسا ساليس أناليزا بونا               | ليتيسيا سارازين كلوتيلد دي برناردي مارتينا كارغارو مانو أركانجيولي       |
| 6 مايو، 2013  | شيمكنت، كازاخستان ملعب ترابي $10،000 قرعة المباريات الفردية والزوجية                                                           | كسينيا ألكان 6–3، 7–5، 1–6                               | كاميلا كريمباييفا                    | ليوبوف فاسيليفا فلادا إكشيبروفا        | آنا سمولينا ألينا تاراسوفا أنستاسيا روداكوفا فلاديسلافا زانوسينكو        |
| 6 مايو، 2013  | شيمكنت، كازاخستان ملعب ترابي $10،000 قرعة المباريات الفردية والزوجية                                                           | ألبينا خابيبولينا كسينيا ألكان 6–2، 6–2                  | بولينا مونوفا آنا سمولينا            | ليوبوف فاسيليفا فلادا إكشيبروفا        | آنا سمولينا ألينا تاراسوفا أنستاسيا روداكوفا فلاديسلافا زانوسينكو        |
| 6 مايو، 2013  | باشتاد، السويد ملعب ترابي $10،000 قرعة المباريات الفردية والزوجية                                                              | يساليني بونافنتور 6–1، 6–2                               | إلين ألجروين                         | كارينا جاكوبسجارد نيكولا جوير          | توري كينارد جاكلين كاباج أواد أوسيان آدم بياتريس سيديرمارك               |
| 6 مايو، 2013  | باشتاد، السويد ملعب ترابي $10،000 قرعة المباريات الفردية والزوجية                                                              | سيندي برغر ميلانا شريمو 6–1، 6–4                         | يساليني بونافنتور ماريا موخ          | كارينا جاكوبسجارد نيكولا جوير          | توري كينارد جاكلين كاباج أواد أوسيان آدم بياتريس سيديرمارك               |
| 6 مايو، 2013  | أنطاليا، تركيا ملعب صلب $10،000 قرعة المباريات الفردية والزوجية                                                                | كارلا فورت 7–6(7–3)، 7–5                                 | كيتلين ووريسكي                       | أندريا بينيتيز آنا شكودون              | أنجلينا جابويفا داريا ليبيشيفا غاي آو سلطان غونين                        |
| 6 مايو، 2013  | أنطاليا، تركيا ملعب صلب $10،000 قرعة المباريات الفردية والزوجية                                                                | شاهلو سيدوفا آنا شكودون 4–6، 6–2، [10–8]                 | أندريا بينيتيز كارلا فورت            | أندريا بينيتيز آنا شكودون              | أنجلينا جابويفا داريا ليبيشيفا غاي آو سلطان غونين                        |
| 13 مايو 2013  | سبارتا براغ المفتوحة براغ، جمهورية التشيك ملعب ترابي 100٬000 دولار فردي – زوجي                                                 | لوسي سافاروفا 3–6، 1–6، 1–6                              | ألكساندرا كادانتو                    | إيرينا فالكوني يانا كابلوفا            | Maria Sanchez فيسنا دولونك باربورا زاهلافوفا ستريكوفا مونيكا بويغ        |
| 13 مايو 2013  | سبارتا براغ المفتوحة براغ، جمهورية التشيك ملعب ترابي 100٬000 دولار فردي – زوجي                                                 | ريناتا فوراكوفا باربورا زاهلافوفا ستريكوفا 4–6، 0–6      | إيرينا فالكوني إيفا هردينوفا         | إيرينا فالكوني يانا كابلوفا            | Maria Sanchez فيسنا دولونك باربورا زاهلافوفا ستريكوفا مونيكا بويغ        |
| 13 مايو 2013  | أوبن سانت-جودين ميدي-بيرينه Saint-Gaudens، فرنسا ملعب ترابي 50٬000 دولار+H فردي – زوجي                                         | باولا أورمايتشيا 3–6، 6–3، 4–6                           | ديناه بفيزينماير                     | فانيا كينغ كلير فويرشتاين              | تيليانا بيريرا شارون فيشمان آنا لينا فريدسام فاليريا سولوفيفا            |
| 13 مايو 2013  | أوبن سانت-جودين ميدي-بيرينه Saint-Gaudens، فرنسا ملعب ترابي 50٬000 دولار+H فردي – زوجي                                         | جوليا غلوشكو باولا أورمايتشيا 5–7، 6–7(11–13)            | ستيفاني دوبوا كرامي نارا             | فانيا كينغ كلير فويرشتاين              | تيليانا بيريرا شارون فيشمان آنا لينا فريدسام فاليريا سولوفيفا            |
| 13 مايو 2013  | كأس كورومي بيست أمينيتي كورومي، اليابان عشبي 50٬000 دولار فردي – زوجي                                                          | أنس جابر 0–6، 2–6                                        | أن صوفي ميستاتش                      | جونري ناميجاتا زارينا دياز             | تشينغ سيساي ساتشي إيشيزو أمرا ساديكوفيتش ماري تاناكا                     |
| 13 مايو 2013  | كأس كورومي بيست أمينيتي كورومي، اليابان عشبي 50٬000 دولار فردي – زوجي                                                          | كاناي هيسامي ماري تاناكا 6–4، 7–6(7–2)                   | ريكا فوجيوارا أكيكو أومي             | جونري ناميجاتا زارينا دياز             | تشينغ سيساي ساتشي إيشيزو أمرا ساديكوفيتش ماري تاناكا                     |
| 13 مايو 2013  | باليكبابان، إندونيسيا ملعب صلب $25،000 قرعة المباريات الفردية والزوجية نسخة محفوظة 2013-06-07 على موقع واي باك مشين.           | يوفانا جاكشيتش 6–3، 6–2                                  | يانغ زي                              | لافينيا تانانتا تيودورا ميرسك          | أرينا روديونوفا لي يا شوان شو يفيان وين شين                              |
| 13 مايو 2013  | باليكبابان، إندونيسيا ملعب صلب $25،000 قرعة المباريات الفردية والزوجية نسخة محفوظة 2013-06-07 على موقع واي باك مشين.           | نايومي برودي تيودورا ميرسك 6–3، 6–3                      | تشن يي شو يفيان                      | لافينيا تانانتا تيودورا ميرسك          | أرينا روديونوفا لي يا شوان شو يفيان وين شين                              |
| 13 مايو 2013  | شرم الشيخ، مصر ملعب صلب $10،000 قرعة المباريات الفردية والزوجية                                                                | ميليس سيزر 6–2، 4–6، 6–3                                 | باشاك إرايدن                         | كلارتجي ليبينس كاميلا روزاتيلو         | ماجدالينا فريتش أناستاسيا سايتوفا ديا هردجلاش تيس سوجنو                  |
| 13 مايو 2013  | شرم الشيخ، مصر ملعب صلب $10،000 قرعة المباريات الفردية والزوجية                                                                | آنا فيتزباتريك آنا فيسيلينوفيتش 2–6، 6–4، [10–3]         | باشاك إرايدن ميليس سيزر              | كلارتجي ليبينس كاميلا روزاتيلو         | ماجدالينا فريتش أناستاسيا سايتوفا ديا هردجلاش تيس سوجنو                  |
| 13 مايو 2013  | ماراثون-أثينا، اليونان ملعب صلب $10،000 قرعة المباريات الفردية والزوجية                                                        | أنيت كونتافيت 6–4، 6–7(6–8)، 6–3                         | لوسي براون                           | مارينا كاتشار غابرييلا سي              | جوليا ستاماتوفا Ágnes Szatmári ديسبينا باباميتشايل باربارا بونيتش        |
| 13 مايو 2013  | ماراثون-أثينا، اليونان ملعب صلب $10،000 قرعة المباريات الفردية والزوجية                                                        | لينا جورتشيسكا ديسبينا فوجاساري 6–4، 2–6، [10–6]         | لورا ديغمان أنيت كونتافيت            | مارينا كاتشار غابرييلا سي              | جوليا ستاماتوفا Ágnes Szatmári ديسبينا باباميتشايل باربارا بونيتش        |
| 13 مايو 2013  | سانتا مارغريتا دي بولا، إيطاليا ملعب ترابي $10،000 قرعة المباريات الفردية والزوجية                                             | صوفيا كوفاليتس 6–3، 6–2                                  | كارول تشاو                           | بيانكا هينكو أناستازيا جريمالسكا       | آنا فلوريس فاندا لوكاش باربورا شتيفكوفا غيورغيا ماركيتي                  |
| 13 مايو 2013  | سانتا مارغريتا دي بولا، إيطاليا ملعب ترابي $10،000 قرعة المباريات الفردية والزوجية                                             | مارتينا كارغارو آنا فلوريس 6–2، 5–7، [10–7]              | إيرين روتليف كارول تشاو              | بيانكا هينكو أناستازيا جريمالسكا       | آنا فلوريس فاندا لوكاش باربورا شتيفكوفا غيورغيا ماركيتي                  |
| 13 مايو 2013  | منتشون، إسبانيا ملعب صلب $10،000 قرعة المباريات الفردية والزوجية                                                               | بولينا فينوغرادوفا 6–1، 6–1                              | نوريا باريزاس دياز                   | بولا بادوسا لوسيا سيرفيرا فاسكيز       | بيانكا كوك أليس سافوريتي يانا سيزيكوفا مانيسا فوستر                      |
| 13 مايو 2013  | منتشون، إسبانيا ملعب صلب $10،000 قرعة المباريات الفردية والزوجية                                                               | تاتيانا بوا لوسيا سيرفيرا فاسكيز 4–6، 7–5، [10–6]        | أرابيلا فرنانديز رابنر يانا سيزيكوفا | بولا بادوسا لوسيا سيرفيرا فاسكيز       | بيانكا كوك أليس سافوريتي يانا سيزيكوفا مانيسا فوستر                      |
| 13 مايو 2013  | بوستاد، السويد ملعب ترابي $10،000 قرعة المباريات الفردية والزوجية                                                              | ريبيكا بيترسون 6–3، 6–2                                  | زوزانا لوكناروفا                     | لورا شايدر إلين ألجروين                | سوزان سيليك مالين أولفيلدت ماتيلدا هاميلين توري كينارد                   |
| 13 مايو 2013  | بوستاد، السويد ملعب ترابي $10،000 قرعة المباريات الفردية والزوجية                                                              | إلين ألجروين بياتريس سيديرمارك 6–3، 6–0                  | ريبيكا بيترسون مالين أولفيلدت        | لورا شايدر إلين ألجروين                | سوزان سيليك مالين أولفيلدت ماتيلدا هاميلين توري كينارد                   |
| 13 مايو 2013  | أنطاليا، تركيا ملعب صلب $10،000 قرعة المباريات الفردية والزوجية                                                                | أولغا يانشوك 6–3، 6–3                                    | زوزانا زلوشوفا                       | أنجلينا جابويفا Andrea Benítez         | مارتينا كوبيشيكوفا كارلا فورت آنا شكودون داريا ليبيشيفا                  |
| 13 مايو 2013  | أنطاليا، تركيا ملعب صلب $10،000 قرعة المباريات الفردية والزوجية                                                                | أولغا يانشوك داريا ليبيشيفا 3–6، 7–5، [10–8]             | نوزومي فوجيوكا هيرونو واتانابي       | أنجلينا جابويفا Andrea Benítez         | مارتينا كوبيشيكوفا كارلا فورت آنا شكودون داريا ليبيشيفا                  |
| 13 مايو 2013  | لانديسفيل، الولايات المتحدة ملعب صلب $10،000 قرعة المباريات الفردية والزوجية                                                   | أليسا كليبانوفا 6–3، 6–0                                 | ناتالي بلوسكوتا                      | بروك أوستين هيروكو كواتا               | ماريا فرناندا ألفاريز تيران نيكا كوخارشوك سونيا مولنار إليزابيث فورنييه  |
| 13 مايو 2013  | لانديسفيل، الولايات المتحدة ملعب صلب $10،000 قرعة المباريات الفردية والزوجية                                                   | ماريا فرناندا ألفاريز تيران كيري وونغ 2–6، 6–4، [10–5]   | بروك أوستين بروك ريشبيث              | بروك أوستين هيروكو كواتا               | ماريا فرناندا ألفاريز تيران نيكا كوخارشوك سونيا مولنار إليزابيث فورنييه  |
| 20 مايو 2013  | تاركان، إندونيسيا ملعب صلب (indoor) 25٬000 دولار قرعة المباريات الفردية والزوجية                                               | يوفانا ياكشيك 3–6، 2–6                                   | لي تينغ                              | ليانغ تشن نونجنادا واناسوك             | أليسون باي ليزا ويبورن تانغ هوتشين Dong Xiaorong                         |
| 20 مايو 2013  | تاركان، إندونيسيا ملعب صلب (indoor) 25٬000 دولار قرعة المباريات الفردية والزوجية                                               | نايومي برودي تيودورا ميرسك 2–6، 6–1، [5–10]              | تانغ هوتشين Tian Ran                 | ليانغ تشن نونجنادا واناسوك             | أليسون باي ليزا ويبورن تانغ هوتشين Dong Xiaorong                         |
| 20 مايو 2013  | كزرتة، إيطاليا ملعب ترابي 25٬000 دولار قرعة المباريات الفردية والزوجية نسخة محفوظة 2013-06-07 على موقع واي باك مشين.           | ريناتا فوراكوفا 4–6، 1–6                                 | بياتريس حداد مايا                    | ميلاني كلافنير مارجاليتا تشاخناشفيلي   | جوليا جاتو مونتيكوني ديانا مارسنكفيتشا دانكا كوفينتش دينيسا أليرتوفا     |
| 20 مايو 2013  | كزرتة، إيطاليا ملعب ترابي 25٬000 دولار قرعة المباريات الفردية والزوجية نسخة محفوظة 2013-06-07 على موقع واي باك مشين.           | دانكا كوفينتش ريناتا فوراكوفا 6–4، 7–6(7–3)              | آنا بوغدان كريستينا دينو             | ميلاني كلافنير مارجاليتا تشاخناشفيلي   | جوليا جاتو مونتيكوني ديانا مارسنكفيتشا دانكا كوفينتش دينيسا أليرتوفا     |
| 20 مايو 2013  | كارويزاوا، اليابان عشب $25،000 قرعة المباريات الفردية والزوجية نسخة محفوظة 2013-05-15 على موقع واي باك مشين.                   | إري هوزمي 7–6(7–5)، 6–3                                  | جونري ناميجاتا                       | تتيانا أريفيفا ساتشي إيشيزو            | مانا أيوكاوا يورينا كوشينو شيو أكيتا ماري تاناكا                         |
| 20 مايو 2013  | كارويزاوا، اليابان عشب $25،000 قرعة المباريات الفردية والزوجية نسخة محفوظة 2013-05-15 على موقع واي باك مشين.                   | شيو أكيتا ساتشي إيشيزو 7–5، 7–6(10–8)                    | ميكي ميامرا إريكا تاكاو              | تتيانا أريفيفا ساتشي إيشيزو            | مانا أيوكاوا يورينا كوشينو شيو أكيتا ماري تاناكا                         |
| 20 مايو 2013  | الدار البيضاء، المغرب ملعب ترابي $25،000 قرعة المباريات الفردية والزوجية نسخة محفوظة 2013-06-07 على موقع واي باك مشين.         | لورا بوس تيو 6–3، 6–0                                    | ساندرا زانيوسكا                      | إليتسا كوستوفا بيمرا أوزجن             | أندريا غاميز فيكتوريا كان ميكايلا أونتشوفا لورا ثورب                     |
| 20 مايو 2013  | الدار البيضاء، المغرب ملعب ترابي $25،000 قرعة المباريات الفردية والزوجية نسخة محفوظة 2013-06-07 على موقع واي باك مشين.         | جوستين أوزجا آنا زيا 6–4، 6–2                            | إليتسا كوستوفا ساندرا زانيوسكا       | إليتسا كوستوفا بيمرا أوزجن             | أندريا غاميز فيكتوريا كان ميكايلا أونتشوفا لورا ثورب                     |
| 20 مايو 2013  | غويانغ، كوريا الجنوبية ملعب صلب $25،000 قرعة المباريات الفردية والزوجية نسخة محفوظة 2013-08-08 على موقع واي باك مشين.          | دوان ينغينغ 6–3، 6–4                                     | ليو فانجزو                           | ميسا إجوشي لي يي را                    | ريسا أوزاكي سان شنجنان ناو هيبينو يو مي                                  |
| 20 مايو 2013  | غويانغ، كوريا الجنوبية ملعب صلب $25،000 قرعة المباريات الفردية والزوجية نسخة محفوظة 2013-08-08 على موقع واي باك مشين.          | ناو هيبينو أكيكو أومي]] 6–4، 6–4                         | هان نا لاي يو مي                     | ميسا إجوشي لي يي را                    | ريسا أوزاكي سان شنجنان ناو هيبينو يو مي                                  |
| 20 مايو 2013  | شرم الشيخ، مصر ملعب صلب $10،000 قرعة المباريات الفردية والزوجية                                                                | باربرا بونيتش 6–3، 6–1                                   | أنستازيا خارشينكو                    | باشاك إرايدن ميليس سيزر                | آنا فيتزباتريك كاملا كيريمباييفا فيكتوريا مون سميرة جيجر                 |
| 20 مايو 2013  | شرم الشيخ، مصر ملعب صلب $10،000 قرعة المباريات الفردية والزوجية                                                                | كاميلا روزاتيلو زو أيوين 6–4، 6–3                        | آنا فيتزباتريك كاملا كيريمباييفا     | باشاك إرايدن ميليس سيزر                | آنا فيتزباتريك كاملا كيريمباييفا فيكتوريا مون سميرة جيجر                 |
| 20 مايو 2013  | ماراثون-أثينا، اليونان ملعب صلب $10،000 قرعة المباريات الفردية والزوجية                                                        | لي بي تشي 6–2، 6–3                                       | ديسبينا فوجاساري                     | بيا كونينغ سفيتلانا بيرازينكا          | دونيا ستامينكوفيتش إيليني كوردولايمي مارثا ماتولا جوليا ستاماتوفا        |
| 20 مايو 2013  | ماراثون-أثينا، اليونان ملعب صلب $10،000 قرعة المباريات الفردية والزوجية                                                        | جابرييلا فان دي جراف سفيتلانا بيرازينكا 1–6، 7–5، [10–7] | إيليني كوردولايمي ديسبينا فوجاساري   | بيا كونينغ سفيتلانا بيرازينكا          | دونيا ستامينكوفيتش إيليني كوردولايمي مارثا ماتولا جوليا ستاماتوفا        |
| 20 مايو 2013  | تيميشوارا، رومانيا ملعب ترابي $10،000 قرعة المباريات الفردية والزوجية                                                          | زينيا كنول 3–6، 6–2، 7–5                                 | بيانكا هينكو                         | تيريزا ماليكوفا أوانا جورجيتا سيميوني  | كاثارينا لينرت ألكسندرا داماشين إيوانا لوريدانا روسكا ساندرا هونيجوفا    |
| 20 مايو 2013  | تيميشوارا، رومانيا ملعب ترابي $10،000 قرعة المباريات الفردية والزوجية                                                          | إلينا-تيودورا كادار رالوكا إلينا بلاتون 6–3، 1–6، [10–7] | ألكسندرا داماشين بيانكا هينكو        | تيريزا ماليكوفا أوانا جورجيتا سيميوني  | كاثارينا لينرت ألكسندرا داماشين إيوانا لوريدانا روسكا ساندرا هونيجوفا    |
| 20 مايو 2013  | جرندة، إسبانيا ملعب ترابي $10،000 قرعة المباريات الفردية والزوجية                                                              | لوسيا سيرفيرا فاسكيز 6–0، 6–1                            | مارين بارتو                          | ليزان فان ريت جوليا سوساريلو           | بيانكا كوش جوزفين بواليم عايدة مارتينيز سانخوان بيلار دومينجيز لوبيز     |
| 20 مايو 2013  | جرندة، إسبانيا ملعب ترابي $10،000 قرعة المباريات الفردية والزوجية                                                              | ايفون كافالي ريميرز لوسيا سيرفيرا فاسكيز 7–6(7–4)، 6–4   | غايا سانيسي جوليا سوساريلو           | ليزان فان ريت جوليا سوساريلو           | بيانكا كوش جوزفين بواليم عايدة مارتينيز سانخوان بيلار دومينجيز لوبيز     |
| 20 مايو 2013  | أنطاليا، تركيا ملعب صلب $10،000 قرعة المباريات الفردية والزوجية                                                                | أولغا يانتشوك 6–3، 7–6(7–4)                              | مارتينا كوبيشيكوفا                   | بترا روهانوفا فيفيين يوهسوفا           | هيرونو واتانابي كسون فانجينغ كارلا فورت لورا شايدر                       |
| 20 مايو 2013  | أنطاليا، تركيا ملعب صلب $10،000 قرعة المباريات الفردية والزوجية                                                                | جاي آو سلطان غونين 3–6، 7–5، [10–6]                      | Andrea Benítez كارلا فورت            | بترا روهانوفا فيفيين يوهسوفا           | هيرونو واتانابي كسون فانجينغ كارلا فورت لورا شايدر                       |
| 20 مايو 2013  | سمتر، الولايات المتحدة ملعب صلب $10،000 قرعة المباريات الفردية والزوجية                                                        | جيمي لوبي 6–4، 6–3                                       | بروك أوستين                          | إليزابيث فورنييه هيروكو كواتا          | ماديسون إنغليس ألكسندرا مروزوفا ألكسندرا مولر بيا سومالينين              |
| 20 مايو 2013  | سمتر، الولايات المتحدة ملعب صلب $10،000 قرعة المباريات الفردية والزوجية                                                        | كريستي فرلينج ألكسندرا مولر 6–4، 6–3                     | جيمي لوبي ساناز ماراند               | إليزابيث فورنييه هيروكو كواتا          | ماديسون إنغليس ألكسندرا مروزوفا ألكسندرا مولر بيا سومالينين              |
| 27 مايو، 2013 | غرادو، إيطاليا ملعب ترابي $25،000 قرعة المباريات الفردية والزوجية                                                              | إيفون مويزبيرجر 6–2، 7–6(2–7)، 6–3                       | كاتارزينا بيتر                       | آنه شيفر ألبرتا بريانتي                | فيكتوريا غولوبيتش تشو يمياو آنا فلوريس تيريزا مارتينكوفا                 |
| 27 مايو، 2013 | غرادو، إيطاليا ملعب ترابي $25،000 قرعة المباريات الفردية والزوجية                                                              | يوريكا سما تشو يمياو 1–6، 5–7، [10–7]                    | فيكتوريا غولوبيتش ديانا مارسنكفيتشا  | آنه شيفر ألبرتا بريانتي                | فيكتوريا غولوبيتش تشو يمياو آنا فلوريس تيريزا مارتينكوفا                 |
| 27 مايو، 2013 | موسكو، روسيا ملعب ترابي $25،000 قرعة المباريات الفردية والزوجية نسخة محفوظة 2013-06-07 على موقع واي باك مشين.                  | أنيت كونتافيت 6–1، 6–1                                   | تشالا بويوكاكاتشاي                   | مارينا ميلنيكوفا بولينا فينوجرادوفا    | كسينيا كيريلوفا صوفيا شاباتافا أليكساندرا ساسنوفيتش يوليا كالابينا       |
| 27 مايو، 2013 | موسكو، روسيا ملعب ترابي $25،000 قرعة المباريات الفردية والزوجية نسخة محفوظة 2013-06-07 على موقع واي باك مشين.                  | كسينيا كيريلوفا بولينا مونوفا 1–6، 4–6، [10–4]           | يفجينيا باشكوفا أناستاسيا فاسيليفا   | مارينا ميلنيكوفا بولينا فينوجرادوفا    | كسينيا كيريلوفا صوفيا شاباتافا أليكساندرا ساسنوفيتش يوليا كالابينا       |
| 27 مايو، 2013 | Infond Open ماريبور، سلوفينيا ملعب ترابي $25،000 قرعة المباريات الفردية والزوجية نسخة محفوظة 2013-06-08 على موقع واي باك مشين. | بولونا هيركوج 3–6، 6–3، 6–3                              | آنا كونجوه                           | كريستينا كوكوفا تيريزا سميتكوفا        | بولا كانيا أناستازيا جريمالسكا سيندي برغر دانكا كوفينتش                  |
| 27 مايو، 2013 | Infond Open ماريبور، سلوفينيا ملعب ترابي $25،000 قرعة المباريات الفردية والزوجية نسخة محفوظة 2013-06-08 على موقع واي باك مشين. | بولا كانيا ماجدا لينيت 6–3، 6–0                          | ميلين أرويو ماريا إيروغيين           | كريستينا كوكوفا تيريزا سميتكوفا        | بولا كانيا أناستازيا جريمالسكا سيندي برغر دانكا كوفينتش                  |
| 27 مايو، 2013 | تشانغوون، كوريا الجنوبية ملعب صلب $25،000 قرعة المباريات الفردية والزوجية نسخة محفوظة 2013-06-07 على موقع واي باك مشين.        | ريسا أوزاكي 6–4، 6–4                                     | تشانغ يوكسوان                        | هان زينيون ناو هيبينو                  | دوان ينغينغ يو مي سان شنجنان يو مين-هوا                                  |
| 27 مايو، 2013 | تشانغوون، كوريا الجنوبية ملعب صلب $25،000 قرعة المباريات الفردية والزوجية نسخة محفوظة 2013-06-07 على موقع واي باك مشين.        | تشان تشين وي ليو تشانغ 6–0، 6–2                          | هان سونغ هي كيم جو-أون               | هان زينيون ناو هيبينو                  | دوان ينغينغ يو مي سان شنجنان يو مين-هوا                                  |
| 27 مايو، 2013 | إل باسو، الولايات المتحدة ملعب صلب $25،000 قرعة المباريات الفردية والزوجية نسخة محفوظة 2013-06-07 على موقع واي باك مشين.       | ساناز ماراند 6–4، 6–4                                    | نعومي أوساكا                         | تشيه-يو هسو ساتشيا فيكري               | يلينا باندزيك هايدي الطباخ أدريانا بيريز بترا رامبري                     |
| 27 مايو، 2013 | إل باسو، الولايات المتحدة ملعب صلب $25،000 قرعة المباريات الفردية والزوجية نسخة محفوظة 2013-06-07 على موقع واي باك مشين.       | أدريانا بيريز مارسيلا زكرياس 6–3، 6–3                    | فاطمة النبهاني كيري وونغ             | تشيه-يو هسو ساتشيا فيكري               | يلينا باندزيك هايدي الطباخ أدريانا بيريز بترا رامبري                     |
| 27 مايو، 2013 | شرم الشيخ، مصر ملعب صلب $10،000 قرعة المباريات الفردية والزوجية                                                                | كاميلا كيريمباييفا 6–2، 6–4                              | فلاديسلافا زانوسينكو                 | سيلفيا زاغورسكا جاكلين أدينا كريستيان  | باربارا بونيك ألينا ميخييفا أناستاسيا خارتشينكو ساندي مارتي              |
| 27 مايو، 2013 | شرم الشيخ، مصر ملعب صلب $10،000 قرعة المباريات الفردية والزوجية                                                                | فيرونيكا ستوتيكا فلاديسلافا زانوسينكو 6–3، 6–4           | أناستاسيا خارتشينكو نيكول ميليخار    | سيلفيا زاغورسكا جاكلين أدينا كريستيان  | باربارا بونيك ألينا ميخييفا أناستاسيا خارتشينكو ساندي مارتي              |
| 27 مايو، 2013 | رعنانا، إسرائيل ملعب صلب $10،000 قرعة المباريات الفردية والزوجية                                                               | دينيز خزانيك 6–1، 6–1                                    | إستر ماسوري                          | ريبيكا بيترسون إيكاترينا تور           | ساري ستيرنباش ميكايلا فورليكا ماتيلدا هاملين مالين أولفيلدت              |
| 27 مايو، 2013 | رعنانا، إسرائيل ملعب صلب $10،000 قرعة المباريات الفردية والزوجية                                                               | لي أور ريبيكا بيترسون 6–1، 6–2                           | ساري ستيرنباش إيكاترينا تور          | ريبيكا بيترسون إيكاترينا تور           | ساري ستيرنباش ميكايلا فورليكا ماتيلدا هاملين مالين أولفيلدت              |
| 27 مايو، 2013 | كينتانا رو، المكسيك ملعب صلب $10،000 قرعة المباريات الفردية والزوجية                                                           | مونتسيرات غونزاليس 4–6، 7–6(7–4)، 7–6(7–1)               | آنا صوفيا سانشيز                     | فرانشيسكا سيجاريلي فيكتوريا بوثيو      | دانيل ميلز جوليا موريارتي ستيفاني كينت راكيل بيدرازا                     |
| 27 مايو، 2013 | كينتانا رو، المكسيك ملعب صلب $10،000 قرعة المباريات الفردية والزوجية                                                           | دانيل ميلز فرانشيسكا سيجاريلي 6–2، 6–4                   | آنا صوفيا سانشيز دانييلا شيبيرس      | فرانشيسكا سيجاريلي فيكتوريا بوثيو      | دانيل ميلز جوليا موريارتي ستيفاني كينت راكيل بيدرازا                     |
| 27 مايو، 2013 | كانتانيدي، البرتغال سجادة $10،000 قرعة المباريات الفردية والزوجية                                                              | باربارا لوز 6–3، 2–6، 7–5                                | أليس بالدوتشي                        | زوزانا ماسييجويسكا نوريا باريزاس دياز  | كارولينا زيبالوس أماندين كازو إيكاترينا إيفانوفا زيمينا هيرموسو          |
| 27 مايو، 2013 | كانتانيدي، البرتغال سجادة $10،000 قرعة المباريات الفردية والزوجية                                                              | أغاتا بارانسكا زوزانا ماكييفسكا 6–7(4–7)، 6–4، [12–10]   | أرانزا سالو كارولينا زيبالوس         | زوزانا ماسييجويسكا نوريا باريزاس دياز  | كارولينا زيبالوس أماندين كازو إيكاترينا إيفانوفا زيمينا هيرموسو          |
| 27 مايو، 2013 | أضنة، تركيا ملعب صلب $10،000 قرعة المباريات الفردية والزوجية                                                                   | زوزانا زلوخوفا 7–5، 6–0                                  | إيزابيلا شنيكوفا                     | أولغا إيانشوك مارتينا بوريكا           | مايا غافيروفا جوليا ستاماتوفا يانا سيزيكوفا ميليس بايراكتاروغلو          |
| 27 مايو، 2013 | أضنة، تركيا ملعب صلب $10،000 قرعة المباريات الفردية والزوجية                                                                   | أولغا إيانشوك زوزانا زلوخوفا 6–2، 7–5                    | سلطان غونين جوليا ستاماتوفا          | أولغا إيانشوك مارتينا بوريكا           | مايا غافيروفا جوليا ستاماتوفا يانا سيزيكوفا ميليس بايراكتاروغلو          |
| 27 مايو، 2013 | جزيرة هيلتون هيد، الولايات المتحدة ملعب صلب $10،000 قرعة المباريات الفردية والزوجية                                            | يانا كوروليفا 7–5، 6–4                                   | هايلي كارتر                          | هيروكو كواتا ميشيل سامونز              | نيلي سيوكوسكي بروك أوستين كاترينا ستيوارت ألكسيس كينغ                    |
| 27 مايو، 2013 | جزيرة هيلتون هيد، الولايات المتحدة ملعب صلب $10،000 قرعة المباريات الفردية والزوجية                                            | كريستي فرلينغ ألكسندرا مولر 6–3، 6–4                     | هايلي كارتر جوسي كولمان              | هيروكو كواتا ميشيل سامونز              | نيلي سيوكوسكي بروك أوستين كاترينا ستيوارت ألكسيس كينغ                    |
| 27 مايو، 2013 | قرشي، أوزبكستان ملعب صلب $10،000 قرعة المباريات الفردية والزوجية                                                               | سابينا شاريبوفا 6–2، 6–3                                 | يانغ يي                              | إيكاترينا ياشينا فلادا إكشيبروفا       | فاليريا ستراكوفا أناستازيا فرولوفا أنجلينا جابويفا شرمادا بالو           |
| 27 مايو، 2013 | قرشي، أوزبكستان ملعب صلب $10،000 قرعة المباريات الفردية والزوجية                                                               | ألبينا خابيبولينا أليونا سوتنيكوفا 6–3، 7–5              | سابينا شاريبوفا إيكاترينا ياشينا     | إيكاترينا ياشينا فلادا إكشيبروفا       | فاليريا ستراكوفا أناستازيا فرولوفا أنجلينا جابويفا شرمادا بالو           |

### يونيو
| الأسبوع        | البطولة | الفائزات                                                                   | الوصيفات                                        | المتأهلات لنصف النهائي                                               | المتأهلات لربع النهائي                                                             |
| -------------- | --- | -------------------------------------------------------------------------- | ----------------------------------------------- | -------------------------------------------------------------------- | ---------------------------------------------------------------------------------- |
| 3 يونيو 2013   | Open Féminin de Marseille مارسيليا، فرنسا ملعب ترابي ٫100٬000 دولار فردي – زوجي                                                  | أندريا بيتكوفيتش 6–4، 6–2                                                  | أنابيل ميدينا غاريغيس                           | بولونا هيركوج مونيكا بويغ                                            | أرانتشا روس ألكسندرا كادانتسو كلير فويرشتاين باولا أورمايتشيا                      |
| 3 يونيو 2013   | Open Féminin de Marseille مارسيليا، فرنسا ملعب ترابي ٫100٬000 دولار فردي – زوجي                                                  | ساندرا كليمينشيتس أندريا كليباك 1–6، 6–4، [10–5]                           | آسيا محمد آلي ويل                               | بولونا هيركوج مونيكا بويغ                                            | أرانتشا روس ألكسندرا كادانتسو كلير فويرشتاين باولا أورمايتشيا                      |
| 3 يونيو 2013   | Aegon Trophy نوتنغهام، المملكة المتحدة عشبي ٫75٬000 دولار فردي – زوجي                                                            | بترا مارتيتش 6–3، 6–3                                                      | كارولينا بلسكوفا                                | جوانا كونتا شارون فيشمان                                             | أليسون ريسك إيليني دانيليدو إيرينا فالكوني ميليندا كزينك                           |
| 3 يونيو 2013   | Aegon Trophy نوتنغهام، المملكة المتحدة عشبي ٫75٬000 دولار فردي – زوجي                                                            | ماريا سانشيز نيكولا سلاتر 4–6، 6–3، [10–8]                                 | غابرييلا دابروفسكي شارون فيشمان                 | جوانا كونتا شارون فيشمان                                             | أليسون ريسك إيليني دانيليدو إيرينا فالكوني ميليندا كزينك                           |
| 3 يونيو 2013   | بريشا، إيطاليا ملعب ترابي $25،000 قرعة المباريات الفردية والزوجية نسخة محفوظة 2013-06-07 على موقع واي باك مشين.                  | فيكتوريا غولوبيتش 6–4، 6–4                                                 | أناستازيا جريمالسكا                             | صوفيا شاباتافا فيرونيكا سبيد رويج                                    | ألكسندرا كرونتش ريتشل هوجينكامب ستورم ساندرز كاتارزينا بيتر                        |
| 3 يونيو 2013   | بريشا، إيطاليا ملعب ترابي $25،000 قرعة المباريات الفردية والزوجية نسخة محفوظة 2013-06-07 على موقع واي باك مشين.                  | مونيك أدامكزاك يوريكا سما 6–4، 7–5                                         | ريكا-لوسا ياني إيرينا خروماتشيفا                | صوفيا شاباتافا فيرونيكا سبيد رويج                                    | ألكسندرا كرونتش ريتشل هوجينكامب ستورم ساندرز كاتارزينا بيتر                        |
| 3 يونيو 2013   | أغرة، تركيا أرضية سجادية $25،000 قرعة المباريات الفردية والزوجية نسخة محفوظة 2013-07-13 على موقع واي باك مشين.                   | كرمن إيلونا 6–4، 6–4                                                       | آنا فيسيلينوفيتش                                | جاسمينا تينجيتش إيزابيلا شنيكوفا                                     | تشالا بويوكاكاتشاي جوستينا ججيولكا باشاك إرايدن ميليس سيزر                         |
| 3 يونيو 2013   | أغرة، تركيا أرضية سجادية $25،000 قرعة المباريات الفردية والزوجية نسخة محفوظة 2013-07-13 على موقع واي باك مشين.                   | ميليس سيزر جاسمينا تينجيتش 6–4، 3–6، [10–8]                                | تشالا بويوكاكاتشاي بيمرا أوزجن                  | جاسمينا تينجيتش إيزابيلا شنيكوفا                                     | تشالا بويوكاكاتشاي جوستينا ججيولكا باشاك إرايدن ميليس سيزر                         |
| 3 يونيو 2013   | لاس كروسيس، الولايات المتحدة ملعب صلب 25٬000 دولار قرعة المباريات الفردية والزوجية نسخة محفوظة 2013-06-08 على موقع واي باك مشين. | مايو هيبي 6–3، 6–0                                                         | بترا رامبري                                     | أشلي وينهولد إليزابيث لامبكين                                        | يلينا باندزيك هايدي الطباخ أدريانا بيريز شيه-يو هسو                                |
| 3 يونيو 2013   | لاس كروسيس، الولايات المتحدة ملعب صلب 25٬000 دولار قرعة المباريات الفردية والزوجية نسخة محفوظة 2013-06-08 على موقع واي باك مشين. | ماريا فرناندا ألفاريز تيران كيري وونغ 6–2، 6–2                             | أناميكا بارجافا مايو هيبي                       | أشلي وينهولد إليزابيث لامبكين                                        | يلينا باندزيك هايدي الطباخ أدريانا بيريز شيه-يو هسو                                |
| 3 يونيو 2013   | قارش، أوزبكستان ملعب صلب 25٬000 دولار قرعة المباريات الفردية والزوجية نسخة محفوظة 2013-06-08 على موقع واي باك مشين.              | سابينا شاريبوفا 6–3، 6–3                                                   | أنكيتا راينا                                    | يانغ يي فيرونيكا كابشاي                                              | أنجلينا غابويفا آنا بوغدان نيجينا أبدوريموفا كسينيا ألكان                          |
| 3 يونيو 2013   | قارش، أوزبكستان ملعب صلب 25٬000 دولار قرعة المباريات الفردية والزوجية نسخة محفوظة 2013-06-08 على موقع واي باك مشين.              | مارغريتا غاسباريان بولينا بيخوفا 6–2، 6–1                                  | فيرونيكا كابشاي تيودورا ميرسك                   | يانغ يي فيرونيكا كابشاي                                              | أنجلينا غابويفا آنا بوغدان نيجينا أبدوريموفا كسينيا ألكان                          |
| 3 يونيو 2013   | سراييفو، البوسنة والهرسك ملعب ترابي $10،000 قرعة المباريات الفردية والزوجية                                                      | تريزا ماليكوفا 6–3، 7–5                                                    | مارتينا كوبيتشيكوفا                             | أولغا دوروشينا زينيا كنول                                            | فيكتوريا توموفا جوليا سوساريلو بيانكا كوتش بيرنيلا مينديسوفا                       |
| 3 يونيو 2013   | سراييفو، البوسنة والهرسك ملعب ترابي $10،000 قرعة المباريات الفردية والزوجية                                                      | آنا بيانكا ميهيلا كريستينا أوستوجيتش 7–5، 6–4                              | إلينا-تيودورا كادار كاميليا هريستيا             | أولغا دوروشينا زينيا كنول                                            | فيكتوريا توموفا جوليا سوساريلو بيانكا كوتش بيرنيلا مينديسوفا                       |
| 3 يونيو 2013   | سانتوس، البرازيل ملعب ترابي $10،000 قرعة المباريات الفردية والزوجية                                                              | غابرييلا سي 7–6(7–2)، 6–2                                                  | آنا كلارا دوارتي                                | كارلا فورت ناتاليا روسي                                              | إيفوني ألفارو إيفانيا مارتينيتش إدوارديا بياي ناثالي كوراتا                        |
| 3 يونيو 2013   | سانتوس، البرازيل ملعب ترابي $10،000 قرعة المباريات الفردية والزوجية                                                              | أندريا بينيتيز كارلا فورت 6–4، 6–1                                         | آنا كلارا دوارتي ناثالي كوراتا                  | كارلا فورت ناتاليا روسي                                              | إيفوني ألفارو إيفانيا مارتينيتش إدوارديا بياي ناثالي كوراتا                        |
| 3 يونيو 2013   | شرم الشيخ، مصر ملعب صلب $10،000 قرعة المباريات الفردية والزوجية                                                                  | ليزا ماريا موزر 6–2، 6–4                                                   | سيلفيا زاغورسكا                                 | فلاديسلافا زانوسييينكو أنستاسيا خارتشينكو                            | ماجي عزيز ساندي مارتي كيرا شروف مانيشا فوستر                                       |
| 3 يونيو 2013   | شرم الشيخ، مصر ملعب صلب $10،000 قرعة المباريات الفردية والزوجية                                                                  | ليدزيا ماروزافا كيرا شروف 6–4، 6–2                                         | ألينا ميخيفا سيلفيا زاغورسكا                    | فلاديسلافا زانوسييينكو أنستاسيا خارتشينكو                            | ماجي عزيز ساندي مارتي كيرا شروف مانيشا فوستر                                       |
| 3 يونيو 2013   | هرتسليا، إسرائيل ملعب صلب $10،000 قرعة المباريات الفردية والزوجية                                                                | دنيز خازانيك 6–1، 6–4                                                      | كيرين شلومو                                     | ريبيكا بيترسون إيكاترينا تور                                         | مالين أولفيلدت ماتيلدا هاملين لي أور ميكايلا فرانسيكا                              |
| 3 يونيو 2013   | هرتسليا، إسرائيل ملعب صلب $10،000 قرعة المباريات الفردية والزوجية                                                                | لي أور كيرين شلومو انسحاب                                                  | ميكايلا فرانسيكا يفغينيا سفيتنسوفا              | ريبيكا بيترسون إيكاترينا تور                                         | مالين أولفيلدت ماتيلدا هاملين لي أور ميكايلا فرانسيكا                              |
| 3 يونيو 2013   | كوينتانا رو، المكسيك ملعب صلب $10،000 قرعة المباريات الفردية والزوجية                                                            | آنا صوفيا سانشيز 6–3، 6–2                                                  | مونتسيرات غونزاليس                              | أكاري إينو جوليا موريارتي                                            | أندريا كوخ بنفنوتو فرانشيسكا سيجاريلي فيكتوريا بوثيو شيرازاد بنامار                |
| 3 يونيو 2013   | كوينتانا رو، المكسيك ملعب صلب $10،000 قرعة المباريات الفردية والزوجية                                                            | أكاري إينو جوليا موريارتي 5–7، 7–6(7–4)، [12–10]                           | آنا صوفيا سانشيز دانييلا شيبيرس                 | أكاري إينو جوليا موريارتي                                            | أندريا كوخ بنفنوتو فرانشيسكا سيجاريلي فيكتوريا بوثيو شيرازاد بنامار                |
| 3 يونيو 2013   | Amarante، البرتغال ملعب صلب $10،000 قرعة المباريات الفردية والزوجية                                                              | زيمينا هيرموسو 6–3، 6–2                                                    | نوريا باريزاس دياز                              | ايكاترينا إيفانوفا باربارا لوز                                       | آنا بيلزونسي كرومبين أوسياني ادام اولغا سايز لاررا ناتسومي تشيمورا                 |
| 3 يونيو 2013   | Amarante، البرتغال ملعب صلب $10،000 قرعة المباريات الفردية والزوجية                                                              | تيس سوناو ريتا فيلاسا 7–5، 7–5                                             | أرانزا سالو كارولينا زيبالوس                    | ايكاترينا إيفانوفا باربارا لوز                                       | آنا بيلزونسي كرومبين أوسياني ادام اولغا سايز لاررا ناتسومي تشيمورا                 |
| 3 يونيو 2013   | تايبيه، تايوان ملعب صلب $10،000 قرعة المباريات الفردية والزوجية                                                                  | لي يا-هسوان 6–7(6–8)، 6–2، 6–4                                             | كاناي هيسامي                                    | تشان تشين وي هسو وين-هسين                                            | لي هوا-تشين تشن يي شو شيلين تشياكي أوكاداوي                                        |
| 3 يونيو 2013   | تايبيه، تايوان ملعب صلب $10،000 قرعة المباريات الفردية والزوجية                                                                  | كاو شاو-يوان لي هوا-تشين 4–6، 6–3، [10–7]                                  | تشان تشين وي هسو وين-هسين                       | تشان تشين وي هسو وين-هسين                                            | لي هوا-تشين تشن يي شو شيلين تشياكي أوكاداوي                                        |
| 10 يونيو، 2013 | Aegon Nottingham Challenge نوتنغهام، المملكة المتحدة عشب $50،000 فردي – زوجي                                                     | إيلينا بالتاتشا 7–5، 7–6(9–7)                                              | تادجا ماجريتش                                   | ناستازيا بورنيت ميكي ميامرا                                          | Barbora Záhlavová-Strýcová ماديسون برينجل ستيفاني دوبوا بترا مارتيتش               |
| 10 يونيو، 2013 | Aegon Nottingham Challenge نوتنغهام، المملكة المتحدة عشب $50،000 فردي – زوجي                                                     | جولي كوين Stéphanie Foretz Gacon 6–2، 6–4                                  | جوليا غلوشكو إريكا سما                          | ناستازيا بورنيت ميكي ميامرا                                          | Barbora Záhlavová-Strýcová ماديسون برينجل ستيفاني دوبوا بترا مارتيتش               |
| 10 يونيو، 2013 | باذوة، إيطاليا ملعب ترابي $25،000 قرعة المباريات الفردية والزوجية نسخة محفوظة 2013-06-11 على موقع واي باك مشين.                  | إيرينا خروماتشيفا 6–2، 6–3                                                 | باتريسيا ماير أخلايتنر                          | كريستينا دينو كريستينا كوكوفا                                        | أناستازيا جريمالسكا فيرونيكا سبيد رويج Paula Kania ريناتا فوراكوفا                 |
| 10 يونيو، 2013 | باذوة، إيطاليا ملعب ترابي $25،000 قرعة المباريات الفردية والزوجية نسخة محفوظة 2013-06-11 على موقع واي باك مشين.                  | Paula Kania إيرينا خروماتشيفا 6–3، 6–1                                     | كريستينا دينو ماشا زيك بشكيريتش                 | كريستينا دينو كريستينا كوكوفا                                        | أناستازيا جريمالسكا فيرونيكا سبيد رويج Paula Kania ريناتا فوراكوفا                 |
| 10 يونيو، 2013 | بخارى، أوزبكستان ملعب صلب $25،000 قرعة المباريات الفردية والزوجية نسخة محفوظة 2013-07-10 على موقع واي باك مشين.                  | ميهارو إيمانيشي 5–7، 5–7                                                   | نيجينا أبدوريموفا                               | فالنتينا إيفاخنينكو أمرا ساديكوفيتش                                  | آنا بوغدان فيرونيكا كابشاي ماري تاناكا بولينا بيخوفا                               |
| 10 يونيو، 2013 | بخارى، أوزبكستان ملعب صلب $25،000 قرعة المباريات الفردية والزوجية نسخة محفوظة 2013-07-10 على موقع واي باك مشين.                  | إري هوزمي ماكوتو نينوميا 6–3، 5–7، [8–10]                                  | أنجلينا غابويفا فيرونيكا كابشاي                 | فالنتينا إيفاخنينكو أمرا ساديكوفيتش                                  | آنا بوغدان فيرونيكا كابشاي ماري تاناكا بولينا بيخوفا                               |
| 10 يونيو، 2013 | شرم الشيخ، مصر ملعب صلب $10،000 قرعة المباريات الفردية والزوجية                                                                  | أليينا ميخييفا 4–6، 4–6                                                    | ليزا ماريا موزر                                 | فاليريا بروسبييري آنا مورجينا                                        | بيا كونينغ كسينيا دميدرييفا تشيلا أرجيلان جينين برنتنر                             |
| 10 يونيو، 2013 | شرم الشيخ، مصر ملعب صلب $10،000 قرعة المباريات الفردية والزوجية                                                                  | سوجانيا بافيشيتي آنا مورجينا 1–6، 6–3، [6–10]                              | دليلة ياكوبوفيتش كيرا شروف                      | فاليريا بروسبييري آنا مورجينا                                        | بيا كونينغ كسينيا دميدرييفا تشيلا أرجيلان جينين برنتنر                             |
| 10 يونيو، 2013 | إسن (ألمانيا)، ألمانيا ملعب ترابي $10،000 قرعة المباريات الفردية والزوجية                                                        | ميكايلا أونتشوفا 2–6، 2–6                                                  | شانتال شكاملوفا                                 | جيل بيلين تايخمان لورا-إيوانا أندري                                  | ماريا فرناندا ألفيس مارتينا بوريكا كارولين دانيلز إيرينا رامياليسون                |
| 10 يونيو، 2013 | إسن (ألمانيا)، ألمانيا ملعب ترابي $10،000 قرعة المباريات الفردية والزوجية                                                        | إيفغينيا باشكوفا أناستاسيا فاسيليفا 7–5، 6–4                               | إيرينا رامياليسون كونستانس سيبيل                | جيل بيلين تايخمان لورا-إيوانا أندري                                  | ماريا فرناندا ألفيس مارتينا بوريكا كارولين دانيلز إيرينا رامياليسون                |
| 10 يونيو، 2013 | كوينتانا رو، المكسيك ملعب صلب $10،000 قرعة المباريات الفردية والزوجية                                                            | آنا صوفيا سانشيز 6–1، 6–3                                                  | مارسيلا زكرياس                                  | مونتسيرات غونزاليس كارولينا بيتانكورت                                | زوي غوين سكانداليس شيرازاد بنامار أكاري إينو أندريا كوخ بنفنوتو                    |
| 10 يونيو، 2013 | كوينتانا رو، المكسيك ملعب صلب $10،000 قرعة المباريات الفردية والزوجية                                                            | ماكال هاركينز زوي غوين سكانداليس 6–4، 3–6، [10–6]                          | فيكتوريا بوثيو مونتسيرات غونزاليس               | مونتسيرات غونزاليس كارولينا بيتانكورت                                | زوي غوين سكانداليس شيرازاد بنامار أكاري إينو أندريا كوخ بنفنوتو                    |
| 10 يونيو، 2013 | أمستلفين، هولندا ملعب ترابي $10،000 قرعة المباريات الفردية والزوجية                                                              | يساليني بونافنتور 6–4، 6–2                                                 | سيندي برغر                                      | برناردا بيرا تايسييا مورديجر                                         | فاليريا بودا مورين ريكرت جايا سانيسي كارين كينيل                                   |
| 10 يونيو، 2013 | أمستلفين، هولندا ملعب ترابي $10،000 قرعة المباريات الفردية والزوجية                                                              | تيريزا ماليكوفا ألينا فيسل 6–0، 6–3                                        | فاليريا بودا روزالي فان دير هوك                 | برناردا بيرا تايسييا مورديجر                                         | فاليريا بودا مورين ريكرت جايا سانيسي كارين كينيل                                   |
| 10 يونيو، 2013 | غيمارايش، البرتغال ملعب صلب $10،000 قرعة المباريات الفردية والزوجية                                                              | كلوتيلد دي برناردي 6–0، 6–2                                                | زيمينا هيرموسو                                  | آنا بيلزونسي كرمبين أرابيلا فرنانديز رابينير                         | بيلار دومينغيز لوبيز إيكاترينا إيفانوفا أولغا سايز لارا ناتاليا سيدليسا            |
| 10 يونيو، 2013 | غيمارايش، البرتغال ملعب صلب $10،000 قرعة المباريات الفردية والزوجية                                                              | ناتيلا دزالاميدزه أرابيلا فرنانديز رابينير 3–6، 6–3، [10–3]                | تيس سوغنوس ريتا فيلاسا                          | آنا بيلزونسي كرمبين أرابيلا فرنانديز رابينير                         | بيلار دومينغيز لوبيز إيكاترينا إيفانوفا أولغا سايز لارا ناتاليا سيدليسا            |
| 10 يونيو، 2013 | غيمتشون، كوريا الجنوبية ملعب صلب $10،000 قرعة المباريات الفردية والزوجية                                                         | لي يي را 6–7(3–7)، 6–2، 6–0                                                | كيم نا ري                                       | زهاو دي جانغ سو جونج                                                 | كيم صن جونغ كيم جو يون هان نا لاي كيم سو جونغ                                      |
| 10 يونيو، 2013 | غيمتشون، كوريا الجنوبية ملعب صلب $10،000 قرعة المباريات الفردية والزوجية                                                         | كيم نا ري لي يي را 6–3، 6–3                                                | جانغ سو جونج ريكو ساوياناغي                     | زهاو دي جانغ سو جونج                                                 | كيم صن جونغ كيم جو يون هان نا لاي كيم سو جونغ                                      |
| 10 يونيو، 2013 | إسطنبول، تركيا ملعب صلب $10،000 قرعة المباريات الفردية والزوجية                                                                  | باشاك إرايدن 6–3، 6–4                                                      | داريا ليبيشيفا                                  | ميليس سيزر جاسمينا تينجيتش                                           | ايبك سويلو شاخلو سيدوفا ميابي إينوي جوليا ستاماتوفا                                |
| 10 يونيو، 2013 | إسطنبول، تركيا ملعب صلب $10،000 قرعة المباريات الفردية والزوجية                                                                  | ميليس سيزر ايبك سويلو 6–4، انسحاب                                          | باشاك إرايدن جاسمينا تينجيتش                    | ميليس سيزر جاسمينا تينجيتش                                           | ايبك سويلو شاخلو سيدوفا ميابي إينوي جوليا ستاماتوفا                                |
| 10 يونيو، 2013 | بيتاني بيتش، الولايات المتحدة ملعب ترابي $10،000 قرعة المباريات الفردية والزوجية                                                 | بريانا مورغان 7–6(7–3)، 6–3                                                | جيسيكا مور                                      | بيجي بورتر بروك أوستين                                               | إليزابيث فورنييه لينا ليتفاك كيلسي لورينتي جاكلين كاكو                             |
| 10 يونيو، 2013 | بيتاني بيتش، الولايات المتحدة ملعب ترابي $10،000 قرعة المباريات الفردية والزوجية                                                 | ليندسي لينبرغ بيجي بورتر 6–1، 6–4                                          | دينيس موريشان جاكلين وو                         | بيجي بورتر بروك أوستين                                               | إليزابيث فورنييه لينا ليتفاك كيلسي لورينتي جاكلين كاكو                             |
| 17 يونيو، 2013 | مونبلييه، فرنسا ملعب ترابي $25،000 قرعة المباريات الفردية والزوجية نسخة محفوظة 2013-06-18 على موقع واي باك مشين.                 | آنا كونجوه 6–3، 6–1                                                        | إيرينا خروماتشيفا                               | إليتسا كوستوفا إيرينا رامياليسون                                     | إينيس فيرير سواريز يانا بوتشينا أليكس كولومبون ميرتل جورج                          |
| 17 يونيو، 2013 | مونبلييه، فرنسا ملعب ترابي $25،000 قرعة المباريات الفردية والزوجية نسخة محفوظة 2013-06-18 على موقع واي باك مشين.                 | إيرينا خروماتشيفا ريناتا فوراكوفا 6–1، 6–4                                 | إينيس فيرير سواريز باولا كريستينا غونسالفيس     | إليتسا كوستوفا إيرينا رامياليسون                                     | إينيس فيرير سواريز يانا بوتشينا أليكس كولومبون ميرتل جورج                          |
| 17 يونيو، 2013 | يستاد، السويد ملعب ترابي $25،000 قرعة المباريات الفردية والزوجية                                                                 | دانكا كوفينتش 6–3، 6–3                                                     | ميلاني كلافنير                                  | كريستينا بارويس بيمرا أوزجن                                          | فارفارا فلينك يساليني بونافنتور أليز ليم كرمن إيلونا                               |
| 17 يونيو، 2013 | يستاد، السويد ملعب ترابي $25،000 قرعة المباريات الفردية والزوجية                                                                 | كريستينا بارويس لينا ستانكيوت 6–4، 7–5                                     | مونيك أدامكزاك بيمرا أوزجن                      | كريستينا بارويس بيمرا أوزجن                                          | فارفارا فلينك يساليني بونافنتور أليز ليم كرمن إيلونا                               |
| 17 يونيو، 2013 | لينزرهيد، سويسرا ملعب ترابي $25،000 قرعة المباريات الفردية والزوجية نسخة محفوظة 2013-06-18 على موقع واي باك مشين.                | لورا سيجموند 6–2، 6–3                                                      | بياتريس حداد مايا                               | بيلندا بنشيتش ستورم ساندرز                                           | ماشا زيك بشكيريتش كاترينا سينياكوفا إيمان مائل كوشر صوفيا شاباتافا                 |
| 17 يونيو، 2013 | لينزرهيد، سويسرا ملعب ترابي $25،000 قرعة المباريات الفردية والزوجية نسخة محفوظة 2013-06-18 على موقع واي باك مشين.                | بيلندا بنشيتش كاترينا سينياكوفا 6–0، 6–2                                   | فيرونيكا كوديرميتوفا ديانا مارسنكفيتشا          | بيلندا بنشيتش ستورم ساندرز                                           | ماشا زيك بشكيريتش كاترينا سينياكوفا إيمان مائل كوشر صوفيا شاباتافا                 |
| 17 يونيو، 2013 | شرم الشيخ، مصر ملعب صلب $10،000 قرعة المباريات الفردية والزوجية                                                                  | سوزان سيليك 6–4، 6–0                                                       | بيا كونينغ                                      | دليلة ياكوبوفيتش سوجيهانيا بافيستي                                   | باربورا شتيفكوفا آنا دولار مادري لو رو إيليني كوردولاييمي                          |
| 17 يونيو، 2013 | شرم الشيخ، مصر ملعب صلب $10،000 قرعة المباريات الفردية والزوجية                                                                  | أليسا كامبلوني فاليريا بروسبيري 6–4، 7–5                                   | مي القماش مادري لو رو                           | دليلة ياكوبوفيتش سوجيهانيا بافيستي                                   | باربورا شتيفكوفا آنا دولار مادري لو رو إيليني كوردولاييمي                          |
| 17 يونيو، 2013 | كولونيا، ألمانيا ملعب ترابي $10،000 قرعة المباريات الفردية والزوجية                                                              | أنطونيا لوتنير 4–6، 6–4، 7–5                                               | أناستاسيا فاسيليفا                              | آنا زيا كارين مورغوشوفا                                              | أليس بالدوتشي داليا زافيروفا إيفا واكانو ديانا شوموفا                              |
| 17 يونيو، 2013 | كولونيا، ألمانيا ملعب ترابي $10،000 قرعة المباريات الفردية والزوجية                                                              | يوجينيا باشكوفا أناستاسيا فاسيليفا 6–3، 5–7، [10–6]                        | تمارا تشروفيتش أنطونيا لوتنير                   | آنا زيا كارين مورغوشوفا                                              | أليس بالدوتشي داليا زافيروفا إيفا واكانو ديانا شوموفا                              |
| 17 يونيو، 2013 | طوكيو، اليابان ملعب صلب $10،000 قرعة المباريات الفردية والزوجية                                                                  | شيهو أكيتا 6–4، 6–4                                                        | أكيكو يونيمورا                                  | إمي موتاغوتشي هيروكو كواتا                                           | إري هوزمي ناو هيبينو تشياكي أوكاداوي كوميكو إيجيما                                 |
| 17 يونيو، 2013 | طوكيو، اليابان ملعب صلب $10،000 قرعة المباريات الفردية والزوجية                                                                  | يوكا موري ماكوتو نينوميا 6–4، 6–3                                          | كوميكو إيجيما أكيكو يونيمورا                    | إمي موتاغوتشي هيروكو كواتا                                           | إري هوزمي ناو هيبينو تشياكي أوكاداوي كوميكو إيجيما                                 |
| 17 يونيو، 2013 | ألماتي، كازاخستان ملعب ترابي $10،000 قرعة المباريات الفردية والزوجية                                                             | أنستاسيا روداكوفا 7–6(7–1)، 6–4                                            | يلينا نيمتشين                                   | كاميلا كيريمباييفا تمارا بيزوخوفا                                    | فيكتوريا كليموشكينا آنا كوفال ناستاسيا روبيل داريا لوديكوفا                        |
| 17 يونيو، 2013 | ألماتي، كازاخستان ملعب ترابي $10،000 قرعة المباريات الفردية والزوجية                                                             | مارغريتا لازاريفا يكاترينا ياشينا 7–5، 2–6، [10–3]                         | إيفانكا كارامالاك آنا كوفال                     | كاميلا كيريمباييفا تمارا بيزوخوفا                                    | فيكتوريا كليموشكينا آنا كوفال ناستاسيا روبيل داريا لوديكوفا                        |
| 17 يونيو، 2013 | ألكمار، هولندا ملعب ترابي $10،000 قرعة المباريات الفردية والزوجية                                                                | برناردا بيرا 6–1، 6–2                                                      | ناتاليا كوستيتش                                 | فاليريا بودا تيريزا ماليكوفا                                         | بترا كرجسوفا بيرنيس فان دي فيلدي سيندي برغر ماندي واجماكر                          |
| 17 يونيو، 2013 | ألكمار، هولندا ملعب ترابي $10،000 قرعة المباريات الفردية والزوجية                                                                | كيم فان دير هورست مونيك زور 6–3، 7–6(7–5)                                  | برناردا بيرا غايا سانيسي                        | فاليريا بودا تيريزا ماليكوفا                                         | بترا كرجسوفا بيرنيس فان دي فيلدي سيندي برغر ماندي واجماكر                          |
| 17 يونيو، 2013 | بوخارست، رومانيا ملعب ترابي $10،000 قرعة المباريات الفردية والزوجية                                                              | إيرينا ماريا بارا 6–4، 6–4                                                 | لورا-إيونا أندري                                | إيوانا لوريدانا روسكا ميكاييلا بووف                                  | إيوانا دوكو أرابيلا فيرنانديز رابنر إلينا غابرييلا روس باتريسيا لانكرانجان         |
| 17 يونيو، 2013 | بوخارست، رومانيا ملعب ترابي $10،000 قرعة المباريات الفردية والزوجية                                                              | لورا-إيونا أندري رالوكا إلينا بلاتون 6–2، 7–6(7–2)                         | رالوكا تشيوفريلا أندريا غيتسكو                  | إيوانا لوريدانا روسكا ميكاييلا بووف                                  | إيوانا دوكو أرابيلا فيرنانديز رابنر إلينا غابرييلا روس باتريسيا لانكرانجان         |
| 17 يونيو، 2013 | نيش، صربيا ملعب ترابي $10،000 قرعة المباريات الفردية والزوجية                                                                    | إيفانا جوروفيتش 6–4، 4–6، 6–3                                              | دوروتيا إريتش                                   | لينا جولتشيشكا بوريسلافا بوتوشاروفا                                  | فيكتوريا راجيسيك كاتارينا جوكيتش فيفيان زلاتانوفا ستيفاني مارييل بيتي              |
| 17 يونيو، 2013 | نيش، صربيا ملعب ترابي $10،000 قرعة المباريات الفردية والزوجية                                                                    | فيكتوريا راجيسيك فيكتوريا توموفا 6–1، 6–2                                  | نيرما تشالوك تياشا شريمبف                       | لينا جولتشيشكا بوريسلافا بوتوشاروفا                                  | فيكتوريا راجيسيك كاتارينا جوكيتش فيفيان زلاتانوفا ستيفاني مارييل بيتي              |
| 17 يونيو، 2013 | غيمشيون، كوريا الجنوبية ملعب صلب $10،000 قرعة المباريات الفردية والزوجية                                                         | قالب:بيانات بلد كور لي يي را 6–2، 2–6، 6–4                                 | قالب:بيانات بلد كور يو مي                       | قالب:بيانات بلد كور كانغ سو كيونغ قالب:بيانات بلد كور هونج سيونغ يون | تشاو دي قالب:بيانات بلد كور كيم نا ري قالب:بيانات بلد كور جانغ سو جونج هاروكا كاجي |
| 17 يونيو، 2013 | غيمشيون، كوريا الجنوبية ملعب صلب $10،000 قرعة المباريات الفردية والزوجية                                                         | قالب:بيانات بلد كور كانغ سو كيونغ قالب:بيانات بلد كور كيم جي يونغ 7–5، 6–1 | قالب:بيانات بلد كور جانغ سو جونج ريكو ساوياناجي | قالب:بيانات بلد كور كانغ سو كيونغ قالب:بيانات بلد كور هونج سيونغ يون | تشاو دي قالب:بيانات بلد كور كيم نا ري قالب:بيانات بلد كور جانغ سو جونج هاروكا كاجي |
| 17 يونيو، 2013 | إسطنبول، تركيا ملعب صلب $10،000 قرعة المباريات الفردية والزوجية                                                                  | قالب:بيانات بلد بلاروسيا داريا ليبيشيفا 7–6(7–1)، 6–4                      | ميابي إينوئي                                    | دونجا ستامينكوفيتش ليدزيا ماروزافا                                   | أنيتا هوساريتش آبي مايرز كريستينا شاكوفيتس بولينا ليكينا                           |
| 17 يونيو، 2013 | إسطنبول، تركيا ملعب صلب $10،000 قرعة المباريات الفردية والزوجية                                                                  | كريستينا شاكوفيتس يوليا ستاماتوفا 6–2، 6–0                                 | بولينا ليكينا ليدزيا ماروزافا                   | دونجا ستامينكوفيتش ليدزيا ماروزافا                                   | أنيتا هوساريتش آبي مايرز كريستينا شاكوفيتس بولينا ليكينا                           |
| 17 يونيو، 2013 | بافالو، الولايات المتحدة ملعب ترابي $10،000 قرعة المباريات الفردية والزوجية                                                      | ألكسندرا مولر 7–5، 6–4                                                     | أليسا كليبانوفا                                 | ساتشي إيشيزو شيرازاد بينامار                                         | سونيا مولنار جيليان أونيل كيتلين ووريسكي جيسيكا مور                                |
| 17 يونيو، 2013 | بافالو، الولايات المتحدة ملعب ترابي $10،000 قرعة المباريات الفردية والزوجية                                                      | إميلي هارمان ألكسندرا مولر 4–6، 6–3، [10–7]                                | ساتشي إيشيزو دينيس ستار                         | ساتشي إيشيزو شيرازاد بينامار                                         | سونيا مولنار جيليان أونيل كيتلين ووريسكي جيسيكا مور                                |
| 24 يونيو، 2013 | هوزهو، الصين ملعب ترابي $25٬000 قرعة المباريات الفردية والزوجية                                                                  | باربارا بونيتش 6–2، 6–4                                                    | تشان تشين وي                                    | تشاو شياو شو يفيان                                                   | تشو يمياو قوه لو ليو فانجزو وانغ سياو                                              |
| 24 يونيو، 2013 | هوزهو، الصين ملعب ترابي $25٬000 قرعة المباريات الفردية والزوجية                                                                  | تشان تشين وي سان شنجنان 6–4، 6–3                                           | ليو تشانغ تشو يمياو                             | تشاو شياو شو يفيان                                                   | تشو يمياو قوه لو ليو فانجزو وانغ سياو                                              |
| 24 يونيو، 2013 | سمارت كارد أوبن مونيت+ زلين، جمهورية التشيك ملعب ترابي $25٬000 قرعة المباريات الفردية والزوجية                                   | ميلاني كلافنير 6–3، 6–2                                                    | كريستينا كوكوفا                                 | كاتارزينا كاوا كاتارزينا بيتر                                        | ريكا-لوتسا ياني دينيسا أليرتوفا آنا زيا بولا كانيا                                 |
| 24 يونيو، 2013 | سمارت كارد أوبن مونيت+ زلين، جمهورية التشيك ملعب ترابي $25٬000 قرعة المباريات الفردية والزوجية                                   | مارتينا بوريتسكا تيريزا سميتكوفا 6–1، 5–7، [10–8]                          | بولا كانيا كاتارزينا بيتر                       | كاتارزينا كاوا كاتارزينا بيتر                                        | ريكا-لوتسا ياني دينيسا أليرتوفا آنا زيا بولا كانيا                                 |
| 24 يونيو، 2013 | بيريغو، فرنسا ملعب ترابي $25،000 قرعة المباريات الفردية والزوجية نسخة محفوظة 2013-06-20 على موقع واي باك مشين.                   | تيليانا بيريرا 6–1، 6–4                                                    | دانييلا سيغيل                                   | أليكساندرا ساسنوفيتش ألبرتا بريانتي                                  | باولا كريستينا غونسالفيس لايتيشيا سارازين مارجاليتا تشاخناشفيلي تاتيانا بوا        |
| 24 يونيو، 2013 | بيريغو، فرنسا ملعب ترابي $25،000 قرعة المباريات الفردية والزوجية نسخة محفوظة 2013-06-20 على موقع واي باك مشين.                   | ميكايلا أونتشوفا لورا ثورب 7–6(7–3)، 6–1                                   | آنا كاتالينا ألزاتي إسمورزاييفا ديا إفتيموفا    | أليكساندرا ساسنوفيتش ألبرتا بريانتي                                  | باولا كريستينا غونسالفيس لايتيشيا سارازين مارجاليتا تشاخناشفيلي تاتيانا بوا        |
| 24 يونيو، 2013 | شتوتغارت-فايهينغن، ألمانيا ملعب ترابي $25،000 قرعة المباريات الفردية والزوجية نسخة محفوظة 2013-06-27 على موقع واي باك مشين.      | لورا سيجموند 6–3، 3–6، 7–6(7–4)                                            | فيكتوريا غولوبيتش                               | كارين مورغوشوفا أنطونيا لوتنير                                       | ساندرا زانيوسكا بياتريس حداد مايا ميرتل جورج صوفيا شاباتافا                        |
| 24 يونيو، 2013 | شتوتغارت-فايهينغن، ألمانيا ملعب ترابي $25،000 قرعة المباريات الفردية والزوجية نسخة محفوظة 2013-06-27 على موقع واي باك مشين.      | كريستينا بارويس لورا سيجموند 7–6(7–1)، 6–4                                 | ستيفاني فوجت ساندرا زانيوسكا                    | كارين مورغوشوفا أنطونيا لوتنير                                       | ساندرا زانيوسكا بياتريس حداد مايا ميرتل جورج صوفيا شاباتافا                        |
| 24 يونيو، 2013 | كريستينه هامن، السويد ملعب ترابي $25،000 قرعة المباريات الفردية والزوجية                                                         | دانكا كوفينتش 6–1، 7–5                                                     | جاسمينا تينجيتش                                 | مارينا ميلنيكوفا Jovana Jakšić                                       | ريبيكا بيترسون تتيانا أريفيفا Mayya Katsitadze أليز ليم                            |
| 24 يونيو، 2013 | كريستينه هامن، السويد ملعب ترابي $25،000 قرعة المباريات الفردية والزوجية                                                         | آنا دانيلينا Olga Doroshina 7–5، 6–3                                       | جوليا كوهين أليز ليم                            | مارينا ميلنيكوفا Jovana Jakšić                                       | ريبيكا بيترسون تتيانا أريفيفا Mayya Katsitadze أليز ليم                            |
| 24 يونيو، 2013 | شرم الشيخ، مصر ملعب صلب $10،000 قرعة المباريات الفردية والزوجية                                                                  | ديزبينا فوجاساري 6–4، 6–4                                                  | مادري لو رو                                     | جوليا فاليتوفا لودميلا فاسيليفا                                      | جورجيا بينتو بولين بايه سوزان سيليك فاليريا بروسيري                                |
| 24 يونيو، 2013 | شرم الشيخ، مصر ملعب صلب $10،000 قرعة المباريات الفردية والزوجية                                                                  | مي القماش مادري لو رو 6–2، 2–6، [10–1]                                     | بولينا مونوفا جوليا فاليتوفا                    | جوليا فاليتوفا لودميلا فاسيليفا                                      | جورجيا بينتو بولين بايه سوزان سيليك فاليريا بروسيري                                |
| 24 يونيو، 2013 | نيودلهي، الهند ملعب صلب $10،000 قرعة المباريات الفردية والزوجية                                                                  | أنكيتا راينا 6–3، 6–2                                                      | إيت مايهيتا                                     | ناتاشا بالها شويتا رانا                                              | شريا باسريشا أمبيكا باندي ريشيكا سانكارا برارثانا ثومبار                           |
| 24 يونيو، 2013 | نيودلهي، الهند ملعب صلب $10،000 قرعة المباريات الفردية والزوجية                                                                  | ريشيكا سانكارا نعومي توتكا 6–4، 4–6، [13–11]                               | ناتاشا بالها برارثانا ثومبار                    | ناتاشا بالها شويتا رانا                                              | شريا باسريشا أمبيكا باندي ريشيكا سانكارا برارثانا ثومبار                           |
| 24 يونيو، 2013 | روما، إيطاليا ملعب ترابي $10،000 قرعة المباريات الفردية والزوجية                                                                 | مارتينا كاريغارو 6–2، 6–3                                                  | جاسمين باوليني                                  | جوليا سوساريلو آني أميراغيان                                         | مارينا شامايكو تيس سوغنوس فاطمة النبهاني كارولينا بيلوت                            |
| 24 يونيو، 2013 | روما، إيطاليا ملعب ترابي $10،000 قرعة المباريات الفردية والزوجية                                                                 | مارتينا دي جوزيبي بيانكا هينكو 6–1، 6–3                                    | كلوديا جيوفين جاسمين باوليني                    | جوليا سوساريلو آني أميراغيان                                         | مارينا شامايكو تيس سوغنوس فاطمة النبهاني كارولينا بيلوت                            |
| 24 يونيو، 2013 | شيمكنت، كازاخستان ملعب ترابي $10،000 قرعة المباريات الفردية والزوجية                                                             | مارغاريتا لازاريفا 5–7، 6–4، 6–2                                           | داريا لوديكوفا                                  | آنا غريغوريان تمارا بيزوجوفا                                         | آنا كوفال كاميلا كيريمباييفا أناستاسيا روداكوفا بولينا ميرينكوفا                   |
| 24 يونيو، 2013 | شيمكنت، كازاخستان ملعب ترابي $10،000 قرعة المباريات الفردية والزوجية                                                             | فيرونيكا كوديرميتوفا مارجريتا لازاريفا 6–4، 6–2                            | يكاترينا جوبانوفا داريا لوديكوفا                | آنا غريغوريان تمارا بيزوجوفا                                         | آنا كوفال كاميلا كيريمباييفا أناستاسيا روداكوفا بولينا ميرينكوفا                   |
| 24 يونيو، 2013 | بريدا، هولندا ملعب ترابي $10،000 قرعة المباريات الفردية والزوجية                                                                 | برناردا بيرا 6–4، 4–6، 6–0                                                 | إيزابيلا شنيكوفا                                | أناستاسيا فاسيليفا فيفيان هايسن                                      | كيلي فيرستيج بترا كرجسوفا سفياتلانا بيرازينكا ليسان فان ريت                        |
| 24 يونيو، 2013 | بريدا، هولندا ملعب ترابي $10،000 قرعة المباريات الفردية والزوجية                                                                 | ماريا فرنندا هيرازو ماريا بولينا بيريز 1–6، 7–6(7–2)، [12–10]              | إلك ليمانس سفياتلانا بيرازينكا                  | أناستاسيا فاسيليفا فيفيان هايسن                                      | كيلي فيرستيج بترا كرجسوفا سفياتلانا بيرازينكا ليسان فان ريت                        |
| 24 يونيو، 2013 | بالش، رومانيا ملعب ترابي $10،000 قرعة المباريات الفردية والزوجية                                                                 | لورا-إيونا أندري 6–7(3–7)، 7–6(7–4)، 7–6(7–3)                              | أناستازيا فدوفينكو                              | إلينا-تيودورا كادار رالوكا إلينا بلاتون                              | نيكوليتا-كاتالينا داسكالو ميكايلا بيوف غابرييلا تلابا كاميليا هريستيا              |
| 24 يونيو، 2013 | بالش، رومانيا ملعب ترابي $10،000 قرعة المباريات الفردية والزوجية                                                                 | جاكلين أدينا كريستيان رالوكا إلينا بلاتون 7–6(7–4)، 6–4                    | أوانا جورجيتا سيميون غابرييلا تلابا             | إلينا-تيودورا كادار رالوكا إلينا بلاتون                              | نيكوليتا-كاتالينا داسكالو ميكايلا بيوف غابرييلا تلابا كاميليا هريستيا              |
| 24 يونيو، 2013 | بروكوبلي، صربيا ملعب ترابي $10،000 قرعة المباريات الفردية والزوجية                                                               | مارينا كاتشار 6–4، 6–3                                                     | إيما ميكولتشيتش                                 | فيكتوريا راجيسيك فيكتوريا توموفا                                     | ديانا رايتكوفيتش شانتال شكاملوفا ميلانا سْبريمو هوليا إيسين                         |
| 24 يونيو، 2013 | بروكوبلي، صربيا ملعب ترابي $10،000 قرعة المباريات الفردية والزوجية                                                               | فيكتوريا راجيسيك فيكتوريا توموفا 6–2، 7–5                                  | إيما ميكولتشيتش ديانا رايتكوفيتش                | فيكتوريا راجيسيك فيكتوريا توموفا                                     | ديانا رايتكوفيتش شانتال شكاملوفا ميلانا سْبريمو هوليا إيسين                         |
| 24 يونيو، 2013 | جيمشون، كوريا الجنوبية ملعب صلب $10،000 قرعة المباريات الفردية والزوجية                                                          | جاو دي 4–6، 6–2، 6–3                                                       | تشانغ لينغ                                      | جانغ سو جونج لي يي را                                                | ريكو ساوياناجي يو مي كانغ سيو كيونغ يانغ زي                                        |
| 24 يونيو، 2013 | جيمشون، كوريا الجنوبية ملعب صلب $10،000 قرعة المباريات الفردية والزوجية                                                          | هان نا لاي يو مي 6–3، 6–3                                                  | كيم يون هي يو جين                               | جانغ سو جونج لي يي را                                                | ريكو ساوياناجي يو مي كانغ سيو كيونغ يانغ زي                                        |
| 24 يونيو، 2013 | مليلية، إسبانيا ملعب صلب $10،000 قرعة المباريات الفردية والزوجية                                                                 | كلوثيلد دي برناردي 7–5، 6–4                                                | لوسيا سيرفيرا فاسكيز                            | نوريا باريزاس دياز أيينوا أتشا غوميز                                 | بيلار دومينغيز لوبز ميار شريف ديانا ستومليغا ألينا ويسيل                           |
| 24 يونيو، 2013 | مليلية، إسبانيا ملعب صلب $10،000 قرعة المباريات الفردية والزوجية                                                                 | لوسيا سيرفيرا فاسكيز بيلار دومينغيز لوبز 6–3، 6–4                          | فاندا لوكاش ميار شريف                           | نوريا باريزاس دياز أيينوا أتشا غوميز                                 | بيلار دومينغيز لوبز ميار شريف ديانا ستومليغا ألينا ويسيل                           |
| 24 يونيو، 2013 | بانكوك، تايلاند ملعب صلب $10،000 قرعة المباريات الفردية والزوجية                                                                 | بينجتارن بليبويتش 6–0, 6–1                                                 | نونجنادا واناسوك                                | أيو فاني دامايانتي لو جياجينغ                                        | أبيتشايا رونغليردكريانغكراي شيهو أكيتا لافينيا تانانتا لي بي-تشي                   |
| 24 يونيو، 2013 | بانكوك، تايلاند ملعب صلب $10،000 قرعة المباريات الفردية والزوجية                                                                 | أيو فاني دامايانتي لافينيا تانانتا 1–6، 6–4، [10–6]                        | شيهو أكيتا أكاري إينووي                         | أيو فاني دامايانتي لو جياجينغ                                        | أبيتشايا رونغليردكريانغكراي شيهو أكيتا لافينيا تانانتا لي بي-تشي                   |
| 24 يونيو، 2013 | إسطنبول، تركيا صلب 10,000 دولار قرعة المباريات الفردية والزوجية                                                                  | ميابي إينووي 6–3، 6–4                                                      | أغني ستيفانو                                    | ليدزيا ماروزافا كارولين روميو                                        | أنيت مونوزوفا آبي مايرز نيكول هويناكسي بولينا ليكينا                               |
| 24 يونيو، 2013 | إسطنبول، تركيا صلب 10,000 دولار قرعة المباريات الفردية والزوجية                                                                  | مانا أيوكاوا توموكو دوكي 6–4، 7–6(8–6)                                     | نيكول هويناكسي آبي مايرز                        | ليدزيا ماروزافا كارولين روميو                                        | أنيت مونوزوفا آبي مايرز نيكول هويناكسي بولينا ليكينا                               |

## الروابط الخارجية
- "10،600 لاعبة، 1135 حدثًا: جولة الاتحاد الدولي لكرة المضرب العالمية للسيدات لعام 2023 بالأرقام". الاتحاد الدولي لكرة المضرب. مؤرشف من الأصل في 2025-07-01. اطلع عليه بتاريخ 2024-01-02.
- "أجندة جولة الاتحاد الدولي لكرة المضرب العالمية للسيدات". الاتحاد الدولي لكرة المضرب. مؤرشف من الأصل في 2024-10-07. اطلع عليه بتاريخ 2024-01-02.
- الاتحاد الدولي لكرة المضرب